# Ferdinando d'Aragona (vescovo)
Ferdinando d'Aragona (Aragona, 1030 – Alvignano, 27 giugno 1082) è stato vescovo di Caiazzo, venerato come santo dalla Chiesa cattolica. Il suo profilo storico presenta numerosi problemi.

## Biografia
Ferdinando d'Aragona, secondo la tradizione era di stirpe reale Aragonese, nacque intorno al 1030. Si diede alla vita spirituale solitaria e contemplativa, in Italia fu pellegrino a Roma e al Santuario di San Michele in Gargano. Giunse pellegrino anche in Campania, dove si fermò nei boschi nei pressi di Caiazzo. 
Durante la sua vita compì numerosi miracoli e dopo la sua morte numerosi gliene sono stati attribuiti. Considerato taumaturgo fin dall'adolescenza, è ritenuto aver operato sui colli caiatini guarendo infermi, ciechi, storpi e liberando gli oppressi da spiriti maligni; la "fama di santità" che gli era attribuita spinse i fedeli di Caiazzo a elevarlo alla cattedra di vescovo, che era vacante sin dalla morte del vescovo Argisio nel 1070.

Mentre si trovava in pellegrinaggio nel territorio di Alvignano, fu colto da forte febbre e dopo tre giorni, il 27 giugno 1082, morì. Il suo corpo fu seppellito presso la chiesa di Santa Maria di Cubulteria. 

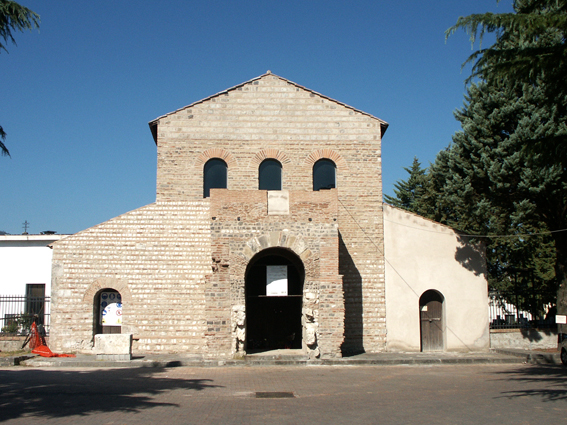
Basilica di Santa Maria di Cubulteria, ora dedicata a san Ferdinando d'Aragona

## Il culto e la tradizione popolare in provincia di Caserta
Alla figura del vescovo la tradizione popolare ha attribuito diverse forme di venerazione, tra cui leggende devozionali riguardanti diversi miracoli.
Attualmente parte delle reliquie sono custodite in un'urna sotto la statua dedicata a san Ferdinando nella chiesa di San Sebastiano Martire, ad Alvignano.

### Miracoli
Uno di questi miracoli concernerebbe la scoperta del suo corpo: il suo sepolcro, infatti, rimase sconosciuto fino al 1465 quando, secondo la tradizione, durante la mietitura del grano nei pressi della chiesa di Santa Maria di Cubulteria, alcuni contadini, dopo aver visto un barile di vino "traboccare due volte", ne avrebbero rinvenuto il corpo.
In vita compì un miracolo per i pellegrini assetati.  Una leggenda, tramandata oralmente dai pastori, racconta che il nostro Santo stesse attraversando i boschi alle pendici del Monte Vulture, quando, in preda alla stanchezza e la debolezza, si accasciò su una roccia. Manifestando il desiderio di bere a chi era intorno a lui, si rese conto che la riserva di acqua era terminata. Miracolosamente, proprio nei pressi della roccia dove giaceva, iniziò a zampillare acqua fresca e pura. Il Santo ed i pellegrini che lo accompagnavano riuscirono a soddisfare la propria sete e a proseguire rinvigoriti il cammino. Tale sorgente fu chiamata di San Fernando, per ricordare ai posteri il miracolo compiuto .
Altro evento miracoloso che la tradizione attribuisce a Ferdinando d'Aragona riguarda il tentativo, fatto il 9 agosto 1619 dal vescovo di Caiazzo, Filomarino, e dai fedeli, di trasferirne le spoglie nella cattedrale di Caiazzo: arrivati al confine, a causa di un violento temporale, la mula che trasportava l'urna funeraria si sarebbe inginocchiata rifiutandosi di proseguire. Dopo la decisione del vescovo di ritornare ad Alvignano, la mula si sarebbe rialzata e lungo la via del ritorno sarebbe rispuntato il sole.
Poi, a seguito di numerose preghiere, il Filomarino trasferì nella cattedrale di Caiazzo alcune reliquie che vennero collocate nel busto d'argento della statua dedicata a san Ferdinando.
Un terzo miracolo sarebbe avvenuto nel 1656: Ferdinando avrebbe preservato le popolazioni di Alvignano e di Dragoni da un'epidemia di peste. Si racconta che i fedeli si riunirono in preghiera sulla tomba di Ferdinando tanto che tutte le notti la basilica risplendeva delle luci e che ogni sabato di quaresima si svolse una processione presso la tomba.
Ci fu anche un quarto miracolo: negli anni 60 del Novecento, il Rettore del Santuario dell'Addolorata in Alvignano voleva trasferire le reliquie al Santuario, dimora più decorosa. Caricata l'urna su un'automobile, questa non poteva essere messa in moto, il Rettore si recò allora a spingerla, ma all'improvviso si abbatté un enorme temporale e si arrese. L'urna fu depositata in una cappella privata presso la dimora abituale del Santo e lì è rimasta fino a quando il corpo del Santo non fu traslato nella Chiesa di San Sebastiano per essere riposto in una pregevole urna settecentesca dopo la recente ricognizione.

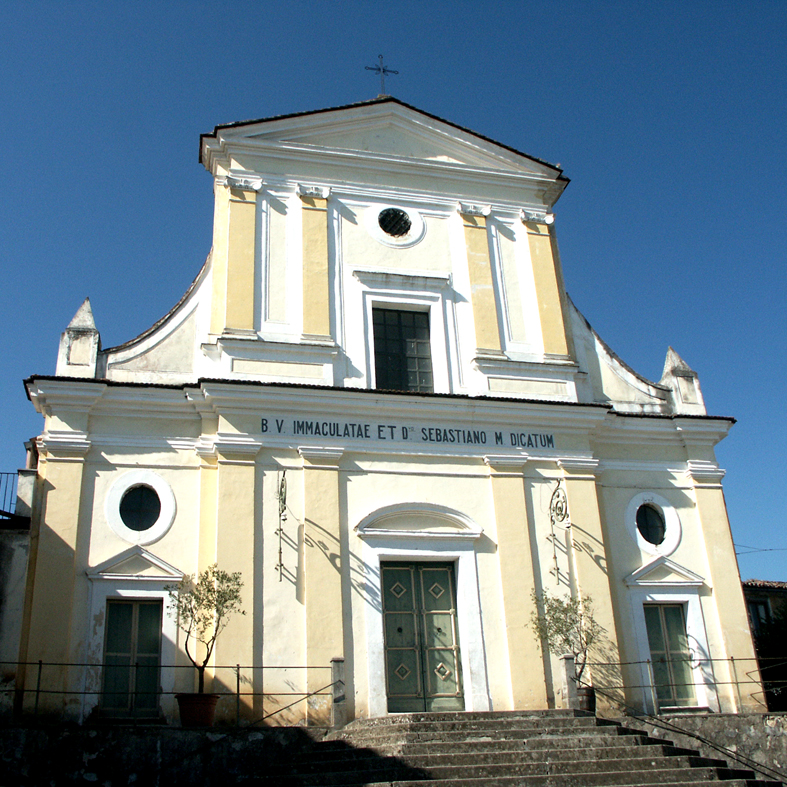
Chiesa Arcipretale di San Sebastiano M. dove sono custodite le reliquie di Ferdinando d'Aragona

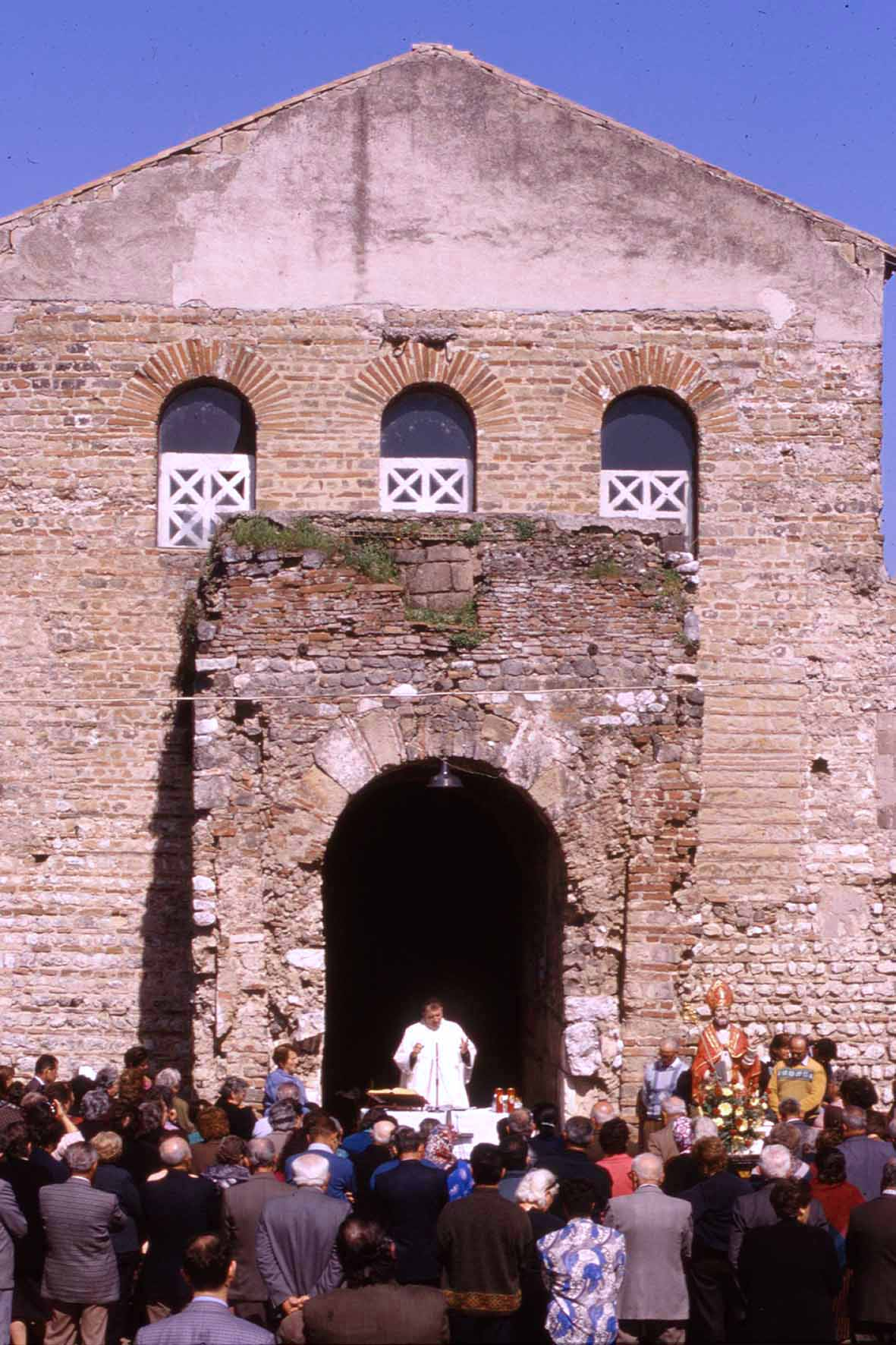
La celebrazione di San Ferdinando del 29 aprile

### Feste
29 aprile: ad Alvignano da tempo immemorabile si svolge la processione in onore di san Ferdinando d'Aragona. I fedeli, soprattutto condatini, alle prime luci del mattino, si ritrovano in località "Fraolise" e, formato un corteo con in testa una croce di legno e l'effigie del santo, si dirigono verso la chiesa dei Santi Pietro e Paolo, intonando canti popolari e fuochi d'artificio; qui ricevono la benedizione e ripartono con la statua verso la Basilica di Santa Maria di Cubulteria (ora dedicata a san Ferdinando) dove si svolge una messa di ringraziamento per le messi dei campi. Infine la processione ritorna alla chiesa dei Santi Pietro e Paolo e dopo un'ulteriore benedizione solenne l'assemblea si scioglie.
27 giugno: È festa liturgica del Santo, in ricorrenza dell'anniversario della morte di Ferdinando d'Aragona, a ricordo del cosiddetto miracolo della peste del 1656, si svolgono due processioni ai primi bagliori dell'aurora: una partendo dalla chiesa di San Sebastiano ad Alvignano con la statua e le reliquie del santo e l'altra dalla chiesa dell'Annunziata di Dragoni e si dirigono presso la basilica di San Ferdinando; mentre la processione proveniente da Dragoni arriva sul confine comunale con Alvignano (su un ponte sito in via Ferrari) viene acceso un falò, vengono recitate delle preghiere e invocati inni in onore del santo finché il falò non si consuma, poi la processione riprende fino a giungere alla basilica dove vengono attesi dai pellegrini giunti primi da Alvignano vengono celebrate le funzioni religiose con la celebrazione della Santa Messa in onore del Santo patrono e Protettore delle terre di Alvignano e di Dragoni, dopodiché al termine delle funzioni religiose l'assemblea di Dragoni con la statua del Santo riparte verso il proprio paese mentre la statua con l'urna contenenti le reliquie del Santo soggiorna l'intera giornata nella sua antica dimora e l'assemblea si scioglie.
Al crepuscolo dello stesso giorno si riunisce di nuovo l'assemblea alla Basilica riparte la processione con una fiaccolata preghiera e canti popolari si dirige verso la chiesa di San Sebastiano attendendo l'arrivo della statua con le reliquie, che viene accolta da gente festosa e fuochi d'artificio in conclusione viene celebrata la messa nella chiesa arcipretale di San Sebastiano.
Seconda domenica di luglio: è festa patronale ad Alvignano: si svolge una fiera e la statua e le reliquie del patrono vengono portate, dalla chiesa di San Sebastiano, in processione per le vie del paese. Questi festeggiamenti durano tre giorni.
Terza domenica di luglio: a Dragoni è festa patronale e come ad Alvignano il santo patrono è san Ferdinando d'Aragona. La processione con la statua del santo parte dalla chiesa dell'Annunziata e fa il giro del paese.
Prima domenica di agosto: San Ferdinando viene festeggiato anche nella chiesa dei Santi Pietro e Paolo sempre ad Alvignano; la sua statua viene portata in processione insieme alle statue degli apostoli Pietro e Paolo, di sant'Anna e sant'Antonio di Padova.
29 ottobre: a Caiazzo è festa patronale; si festeggia Santo Stefano Minicillo vescovo, in questa occasione si festeggia anche san Ferdinando d'Aragona perché come il suo predecessore santo Stefano sono compatroni della diocesi di Caiazzo.

## Galleria d'immagini

### Celebrazioni del 29 aprile

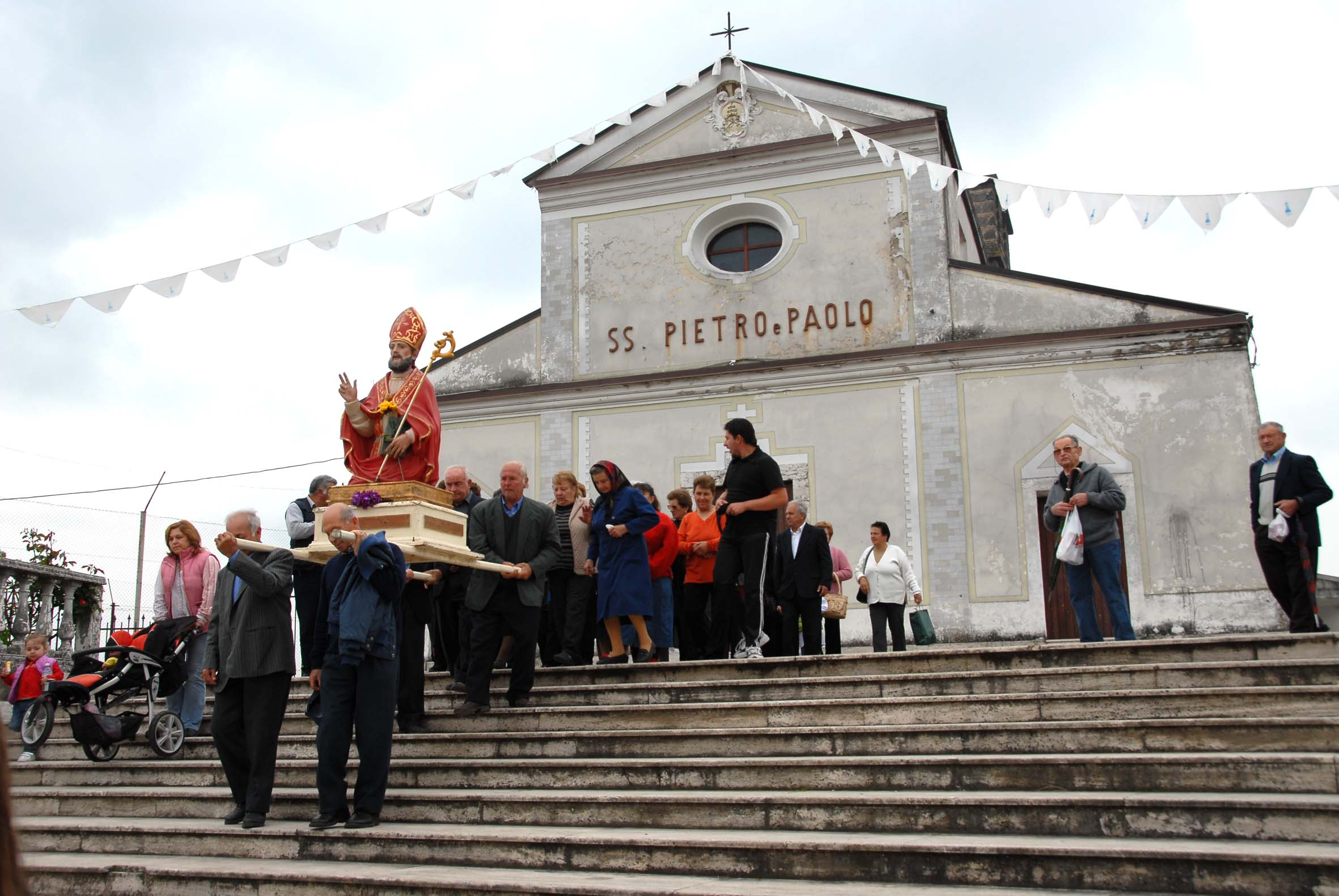
Processione: uscita dalla Chiesa di San Pietro e Paolo
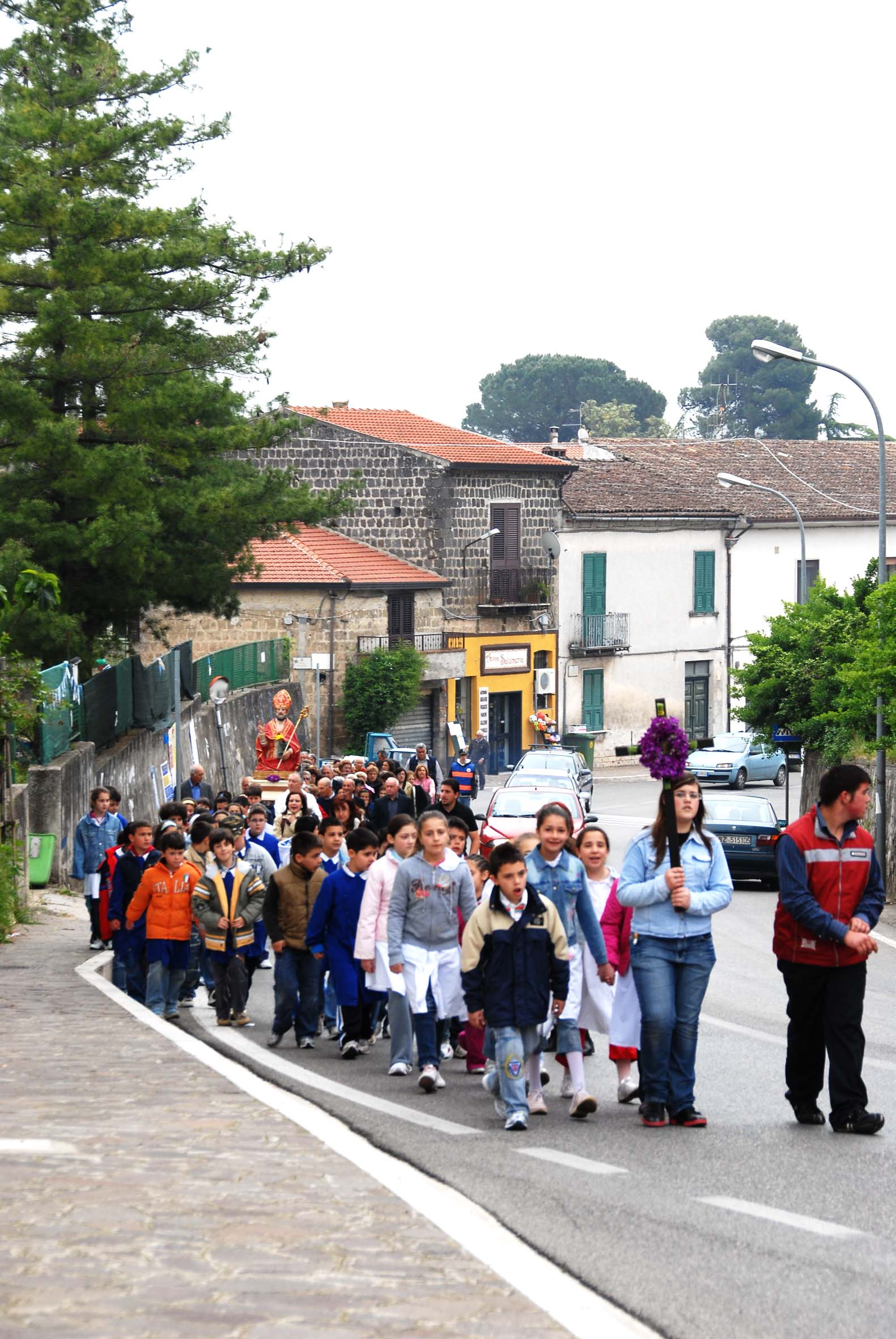
Processione: attraversamento del Corso Umberto
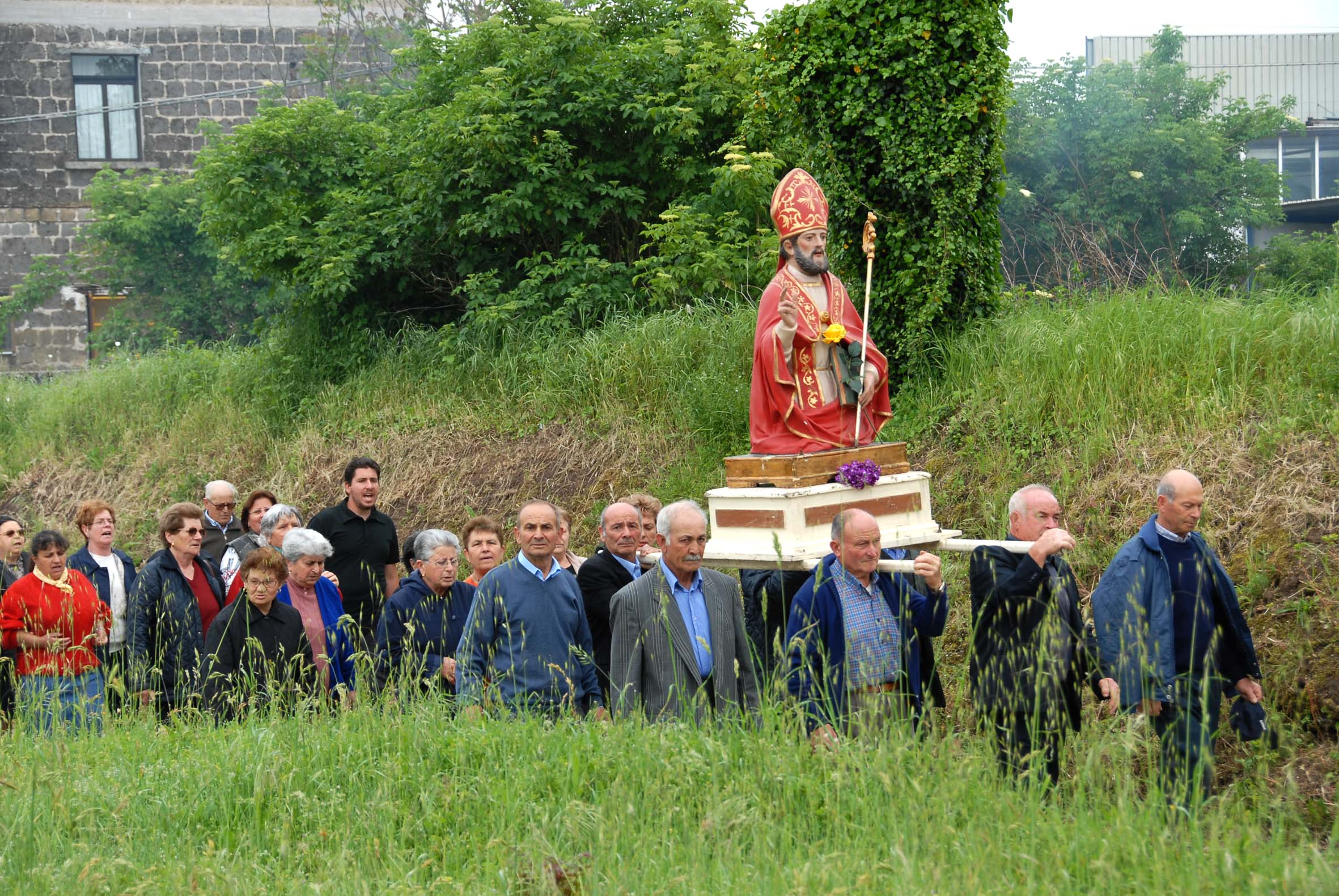
Processione: arrivo in prossimità della Basilica
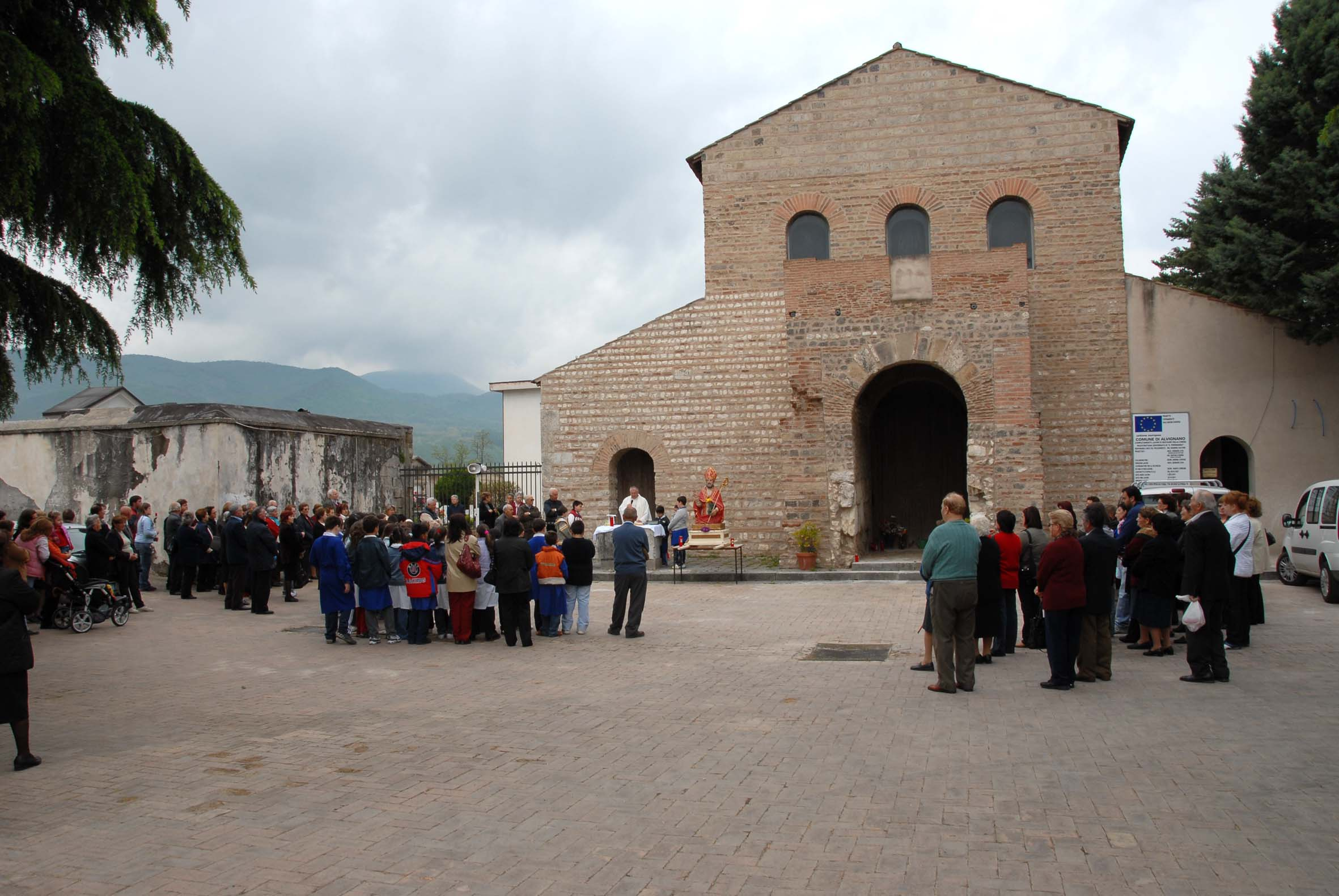
Processione: celebrazione davanti alla Basilica
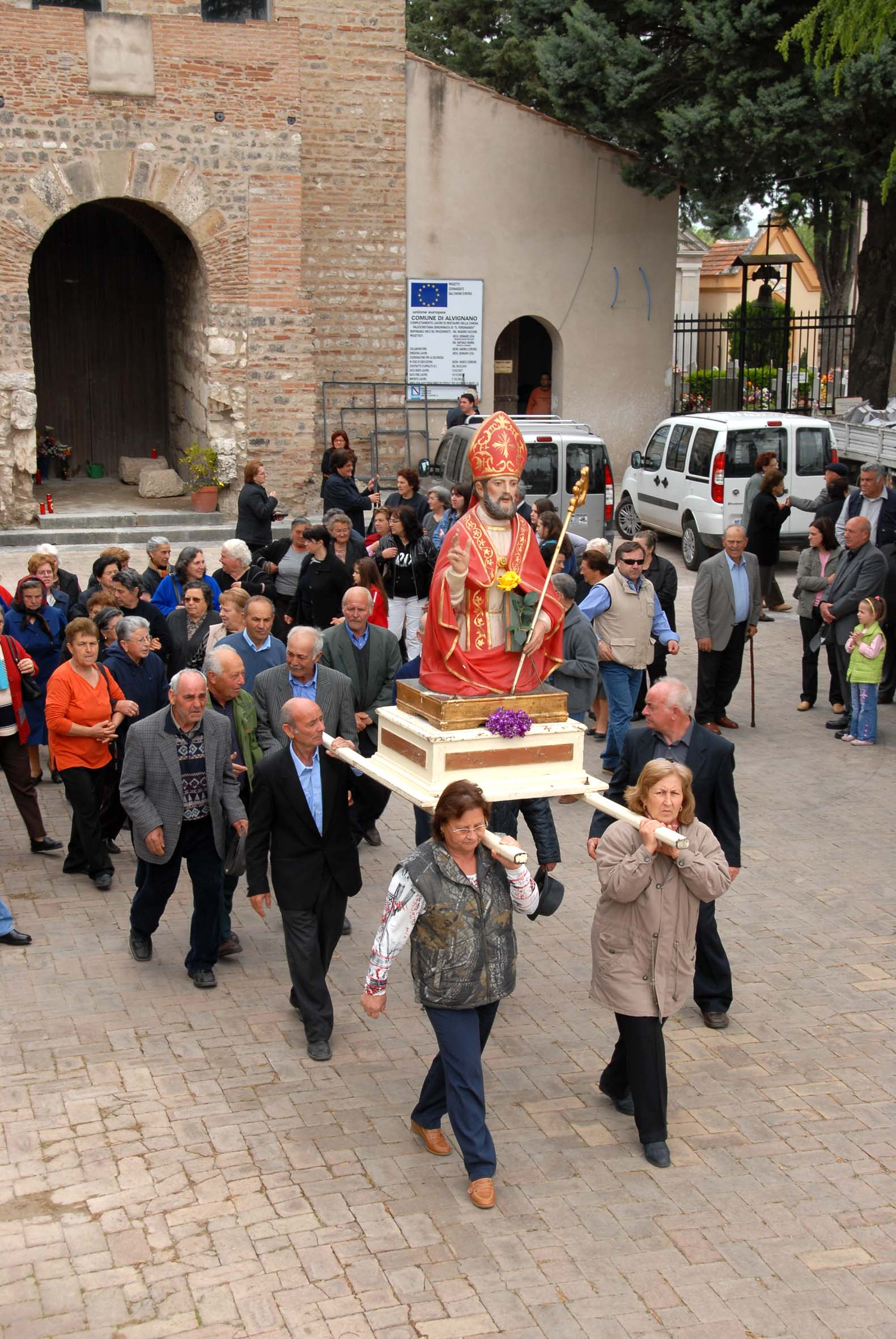
Processione: partenza dalla Basilica per il rientro
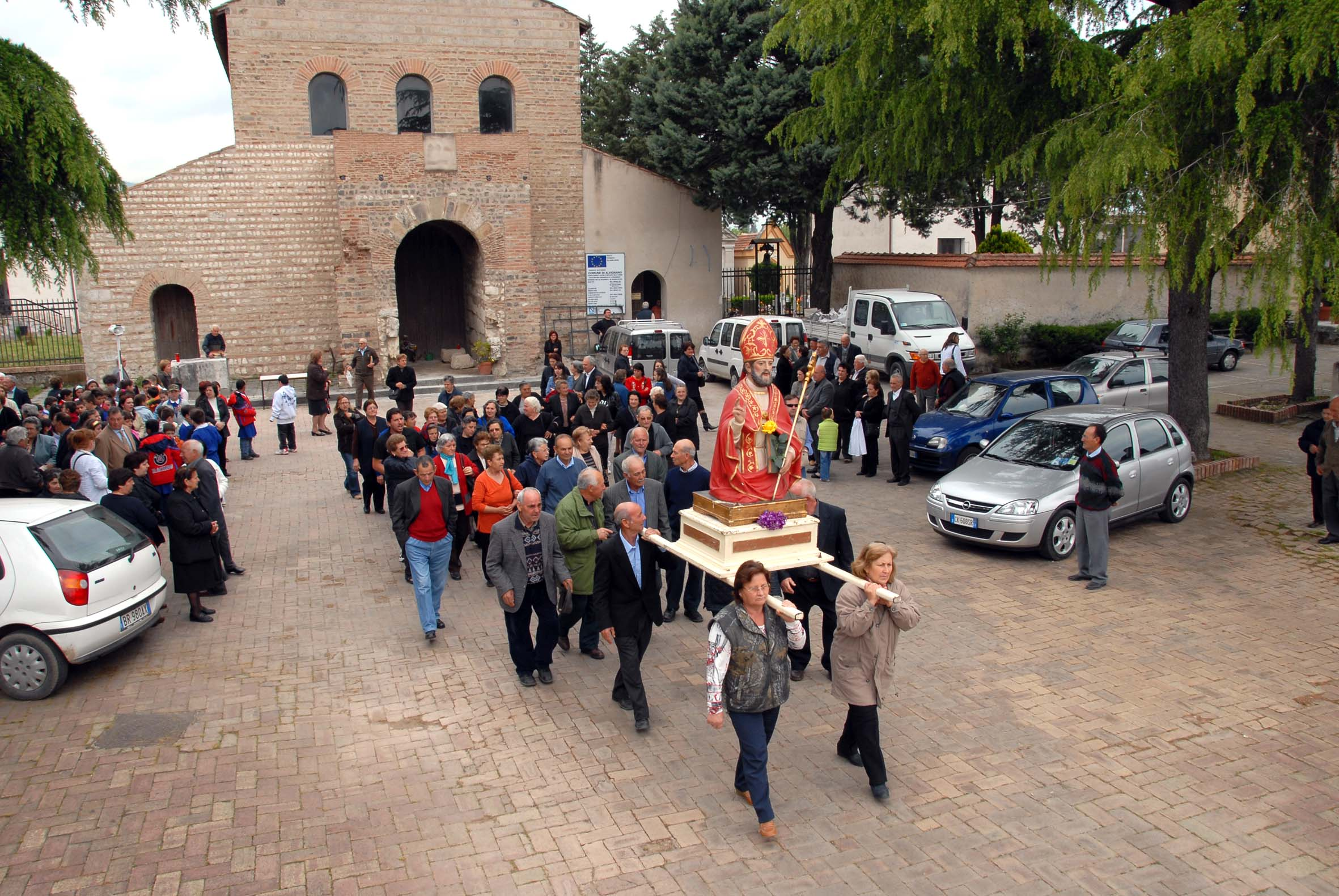
Processione: partenza dalla Basilica per il rientro

### Celebrazioni del 27 giugno

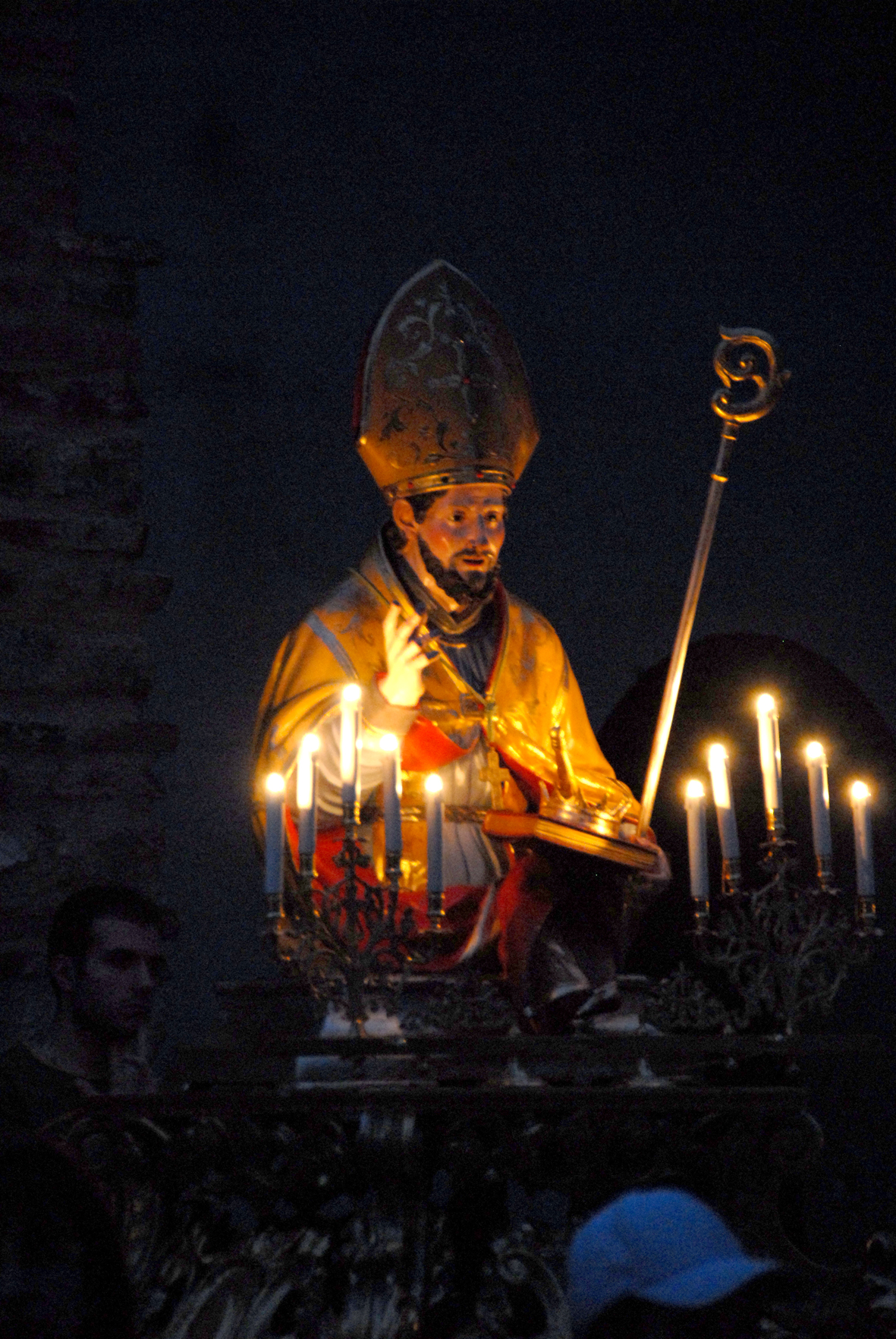
Processione del Santo all'aurora proveniente da Alvignano
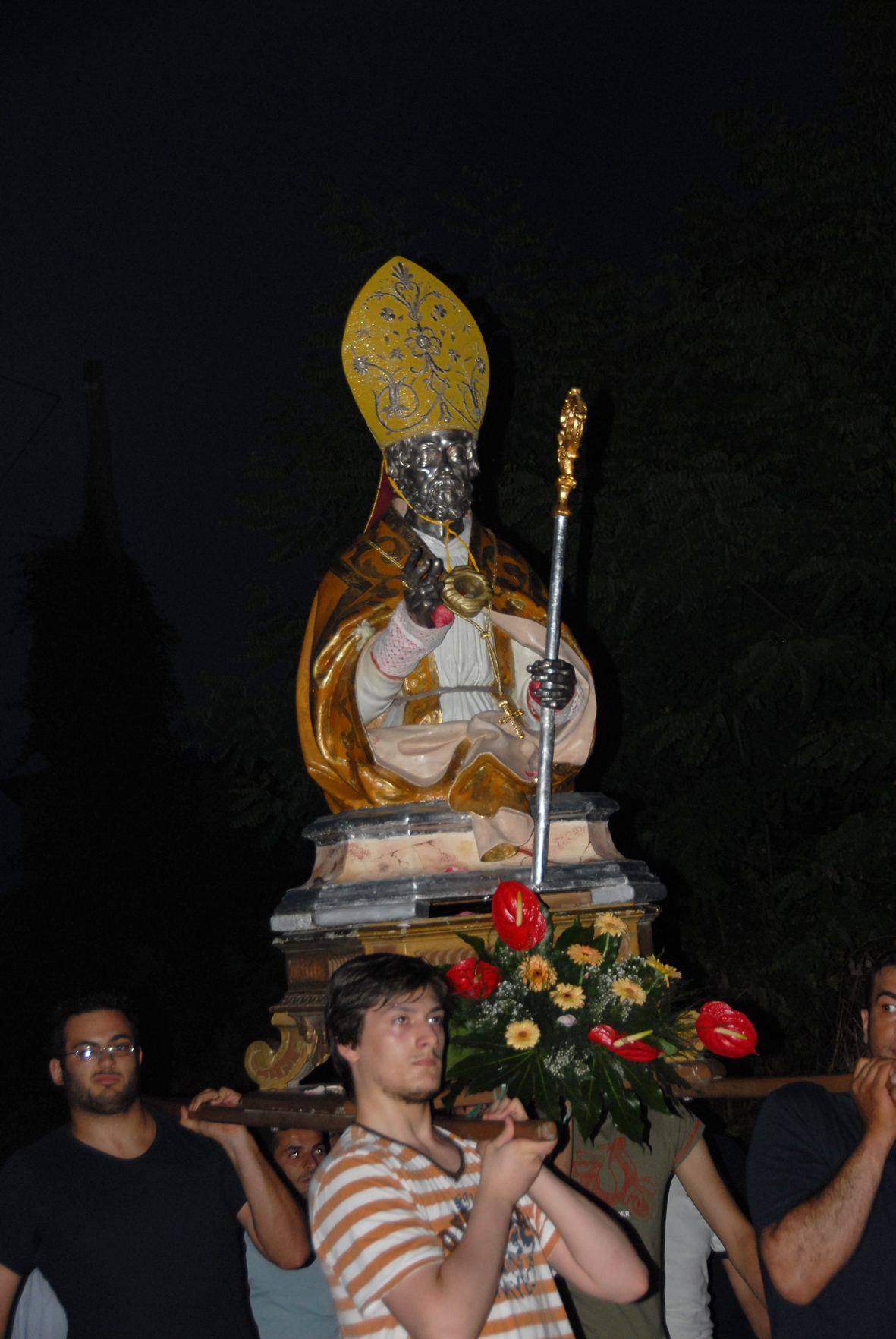
Processione del Santo all'aurora proveniente da Dragoni
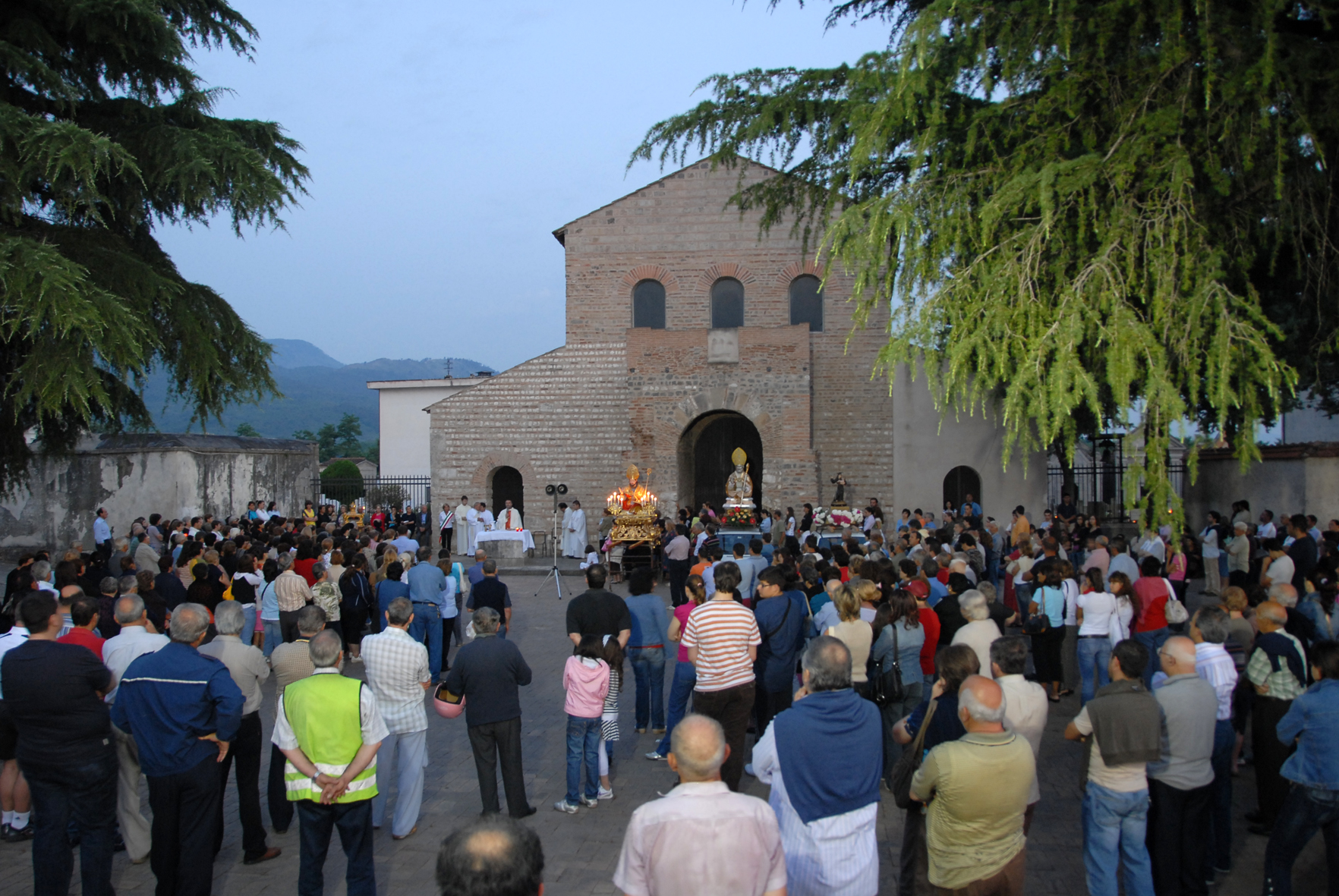
Celebrazioni presso la Basilica
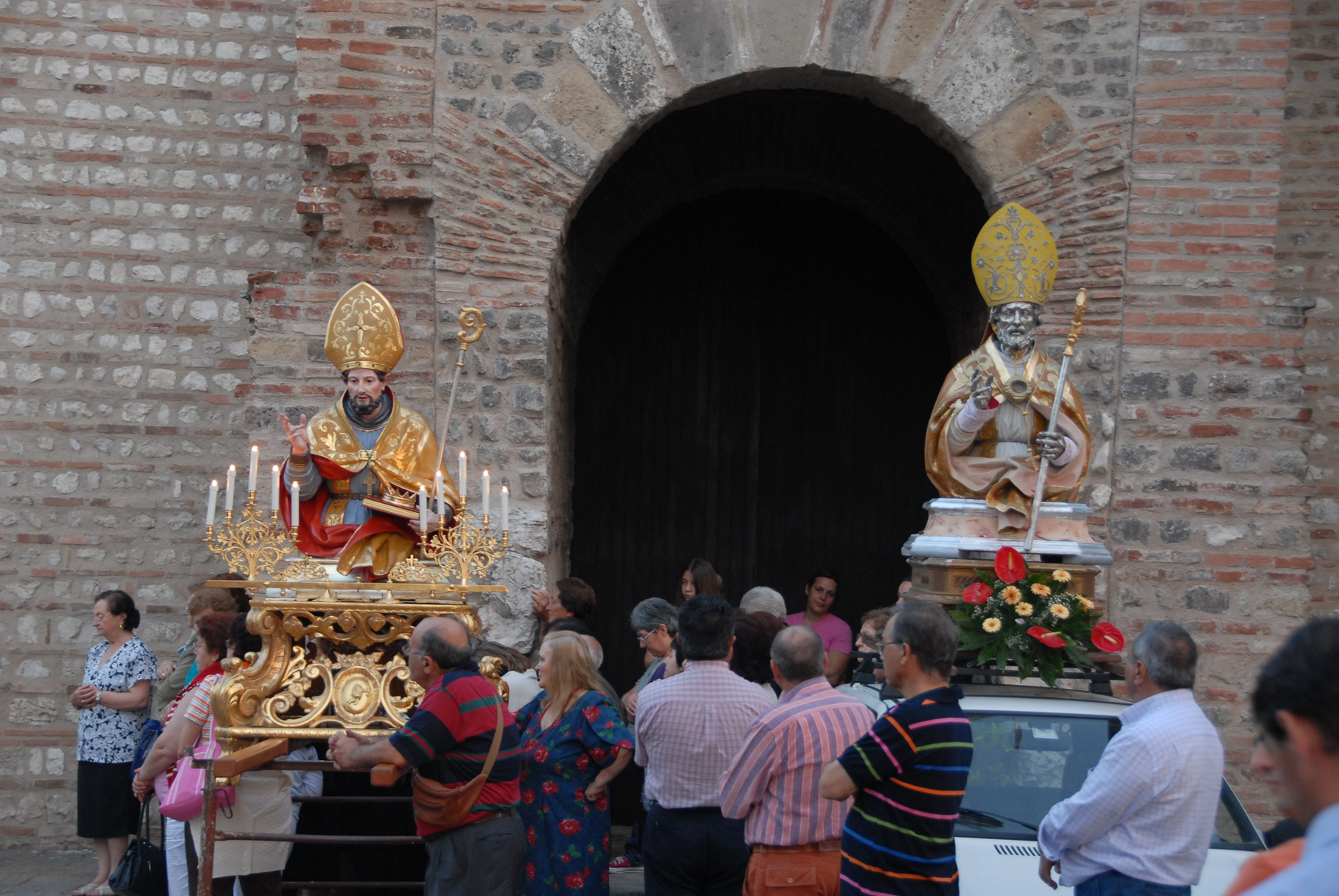
Celebrazioni congiunte
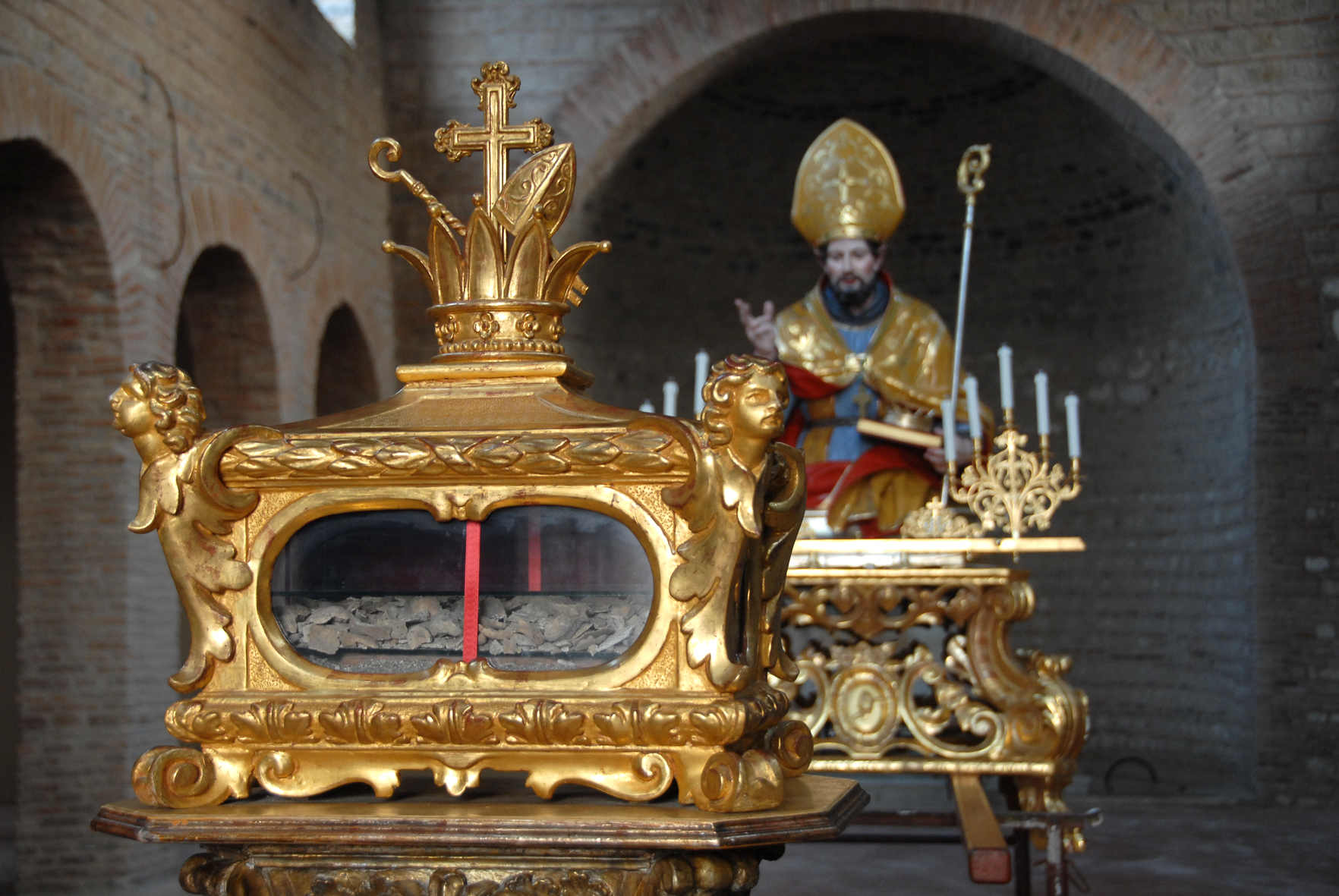
Urna con le reliquie e la statua all'interno della basilica dove dimorano per l'intera giornata
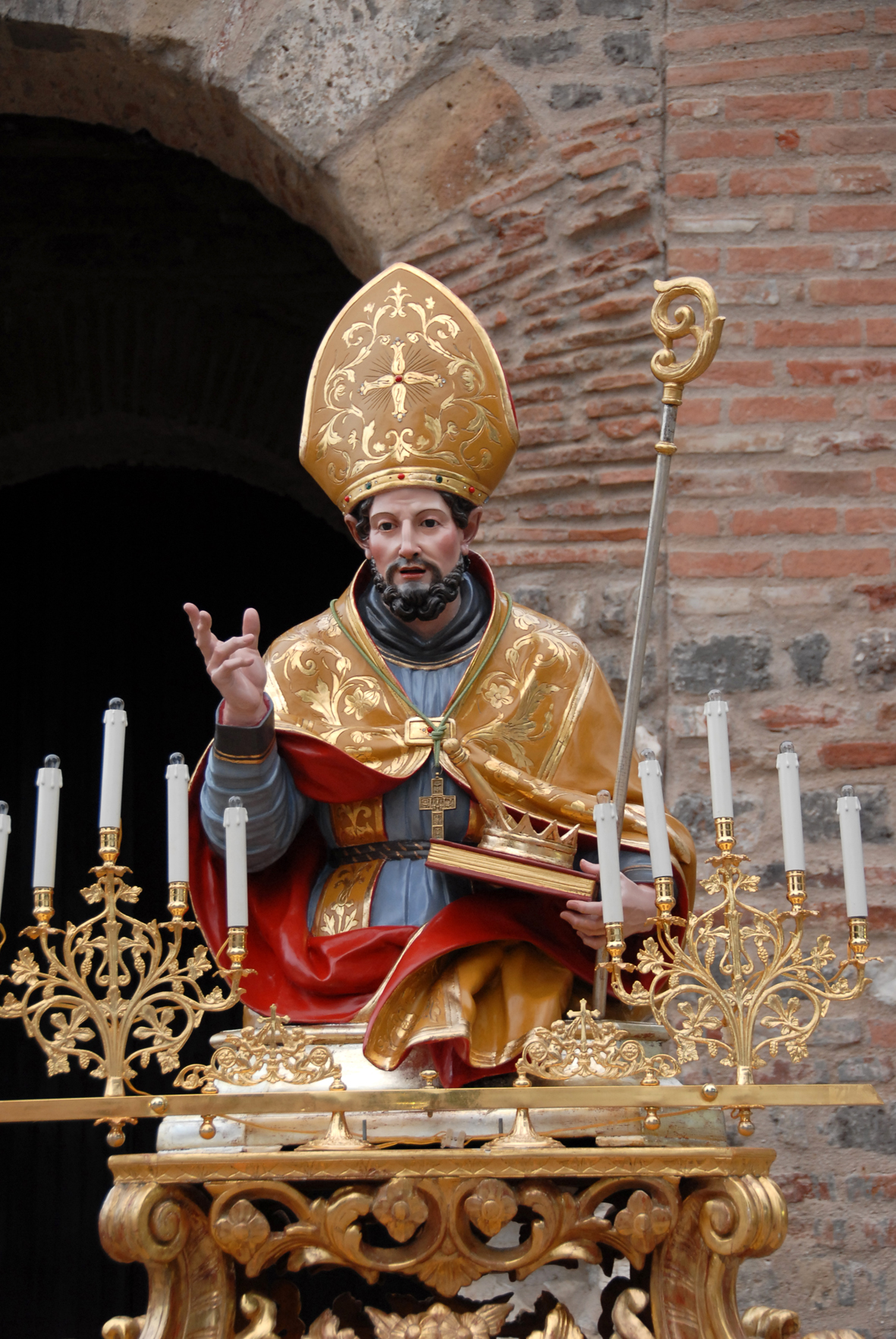
Statua del Santo in attesa per il rientro
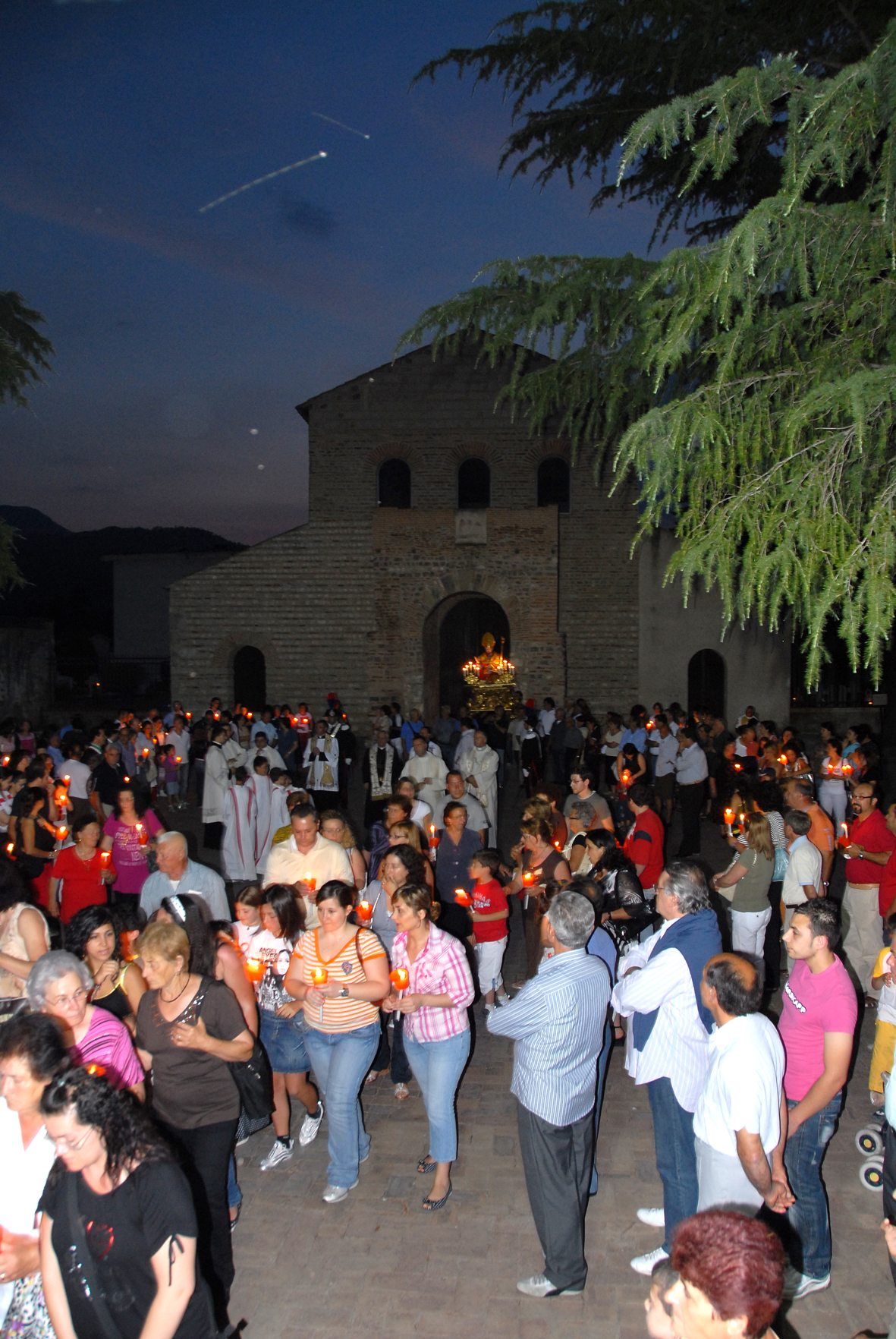
Preparativi per la solenne fiaccolata
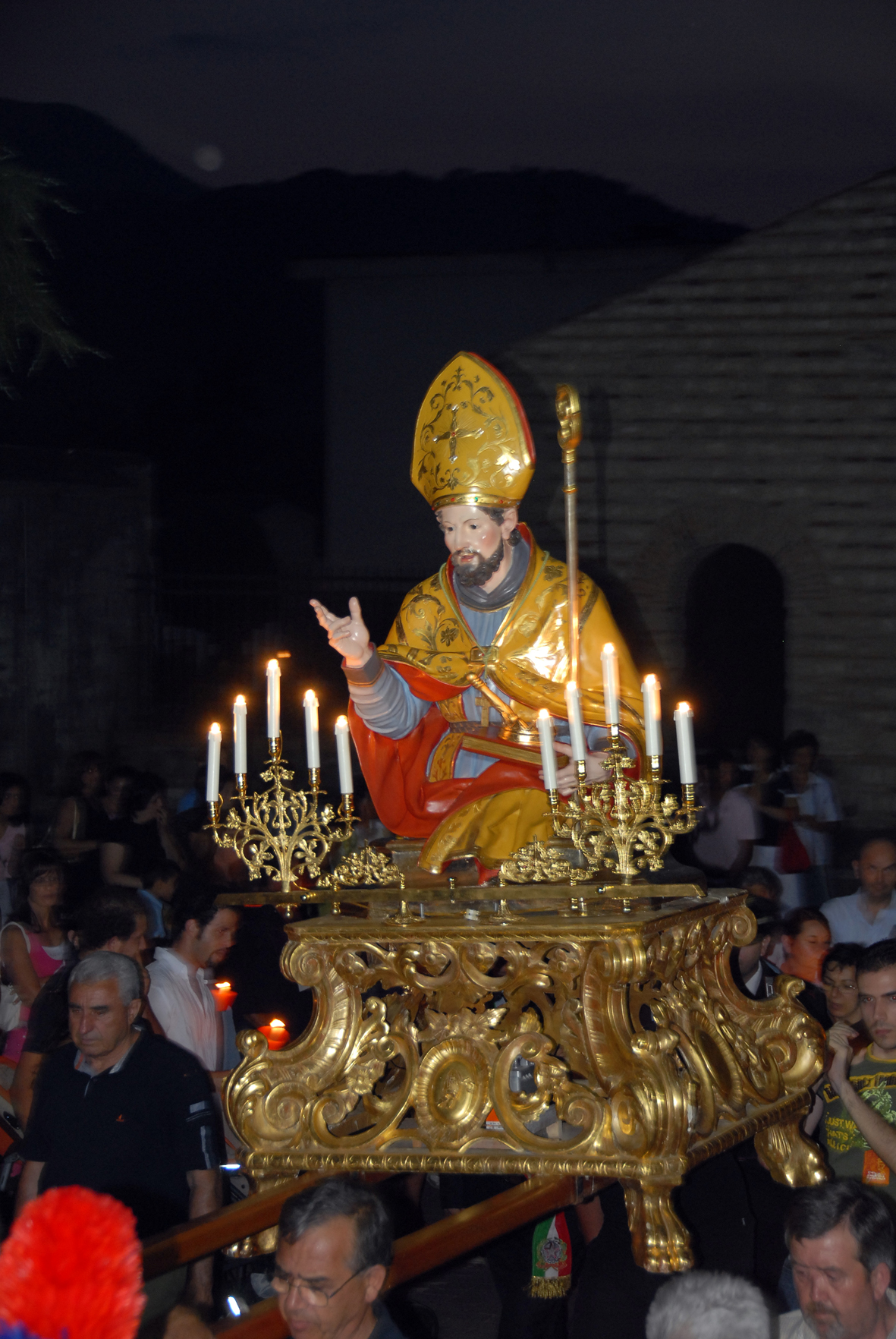
Partenza dalla Basilica
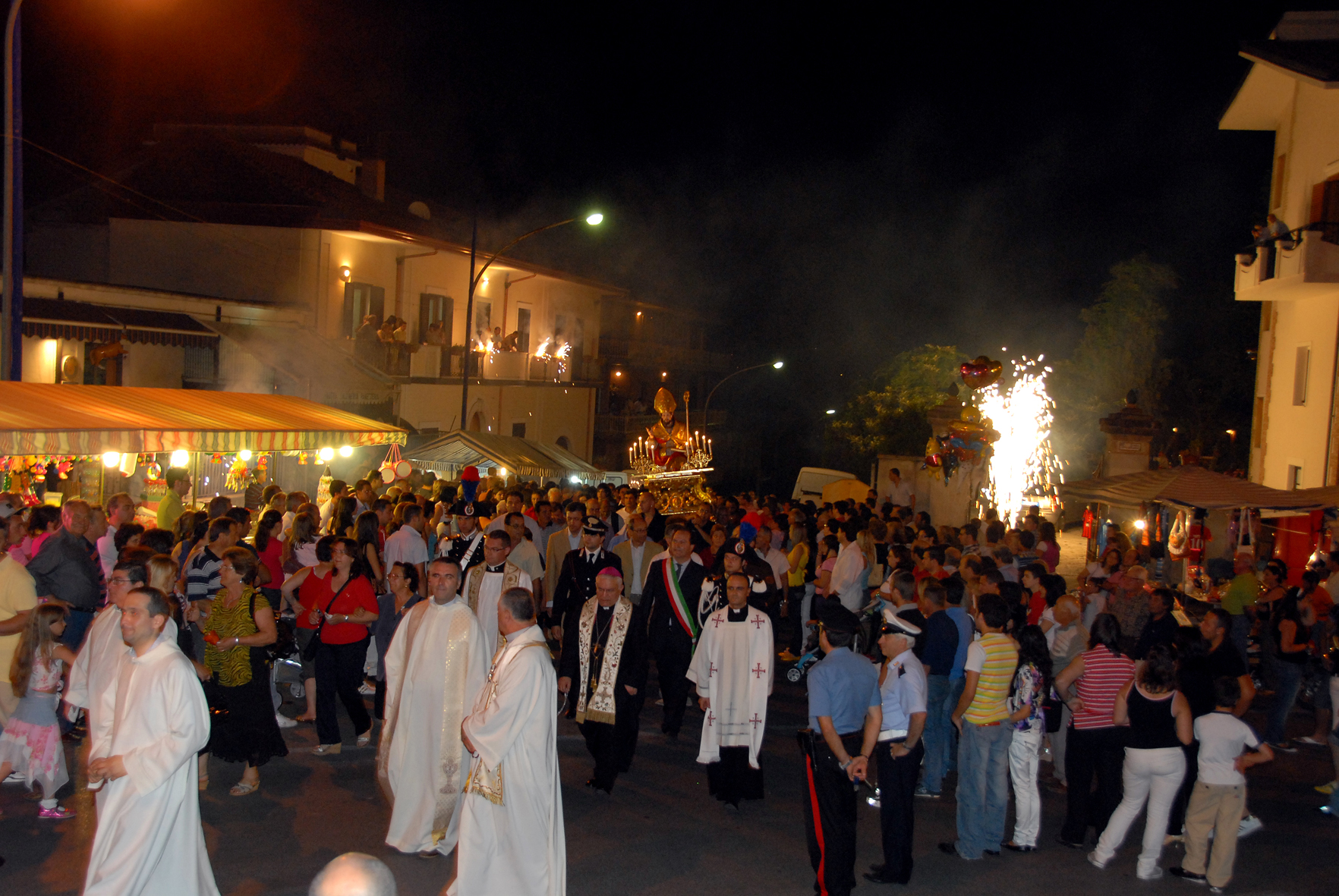
Arrivo del Santo accolto da gente festosa
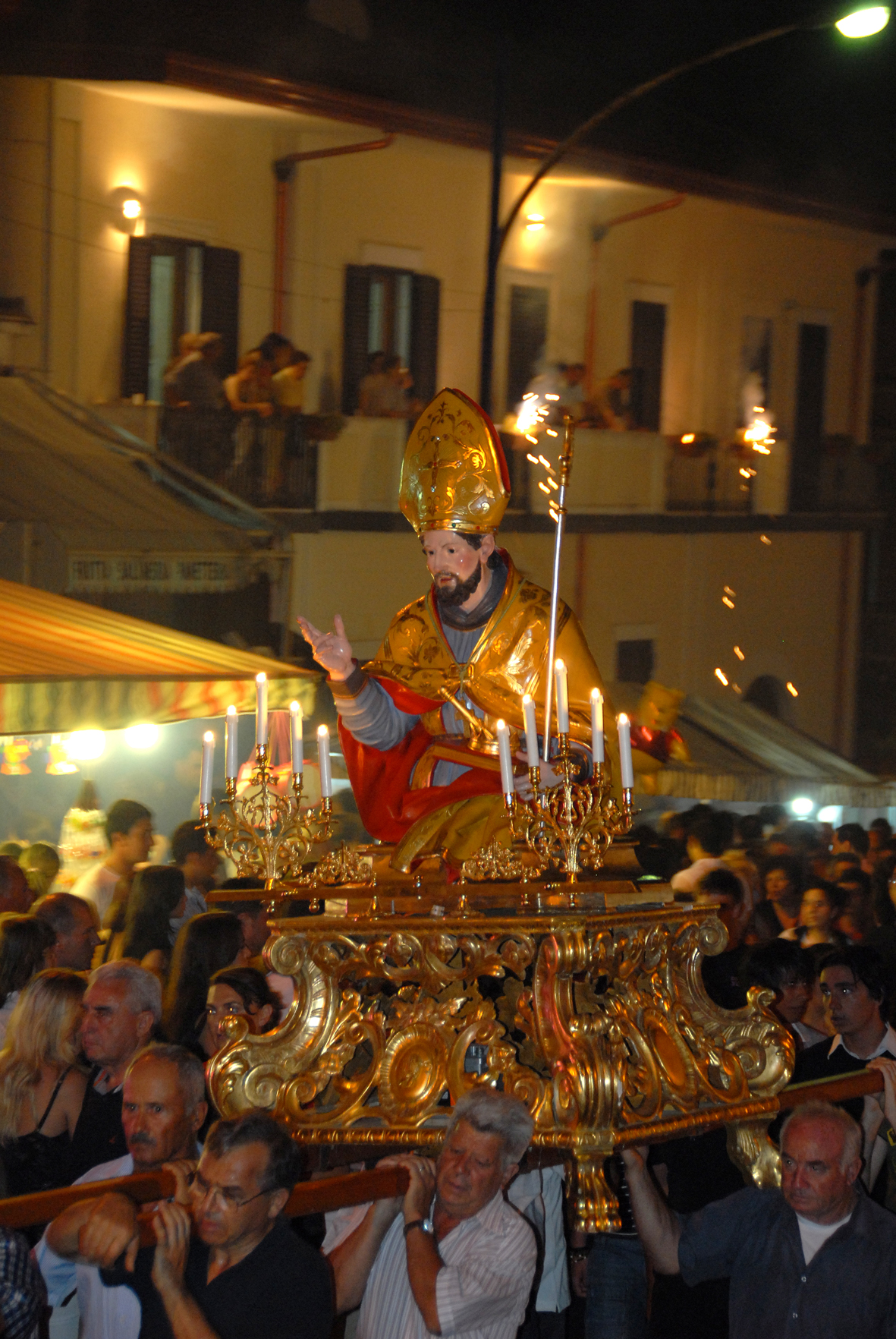
Arrivo del Santo
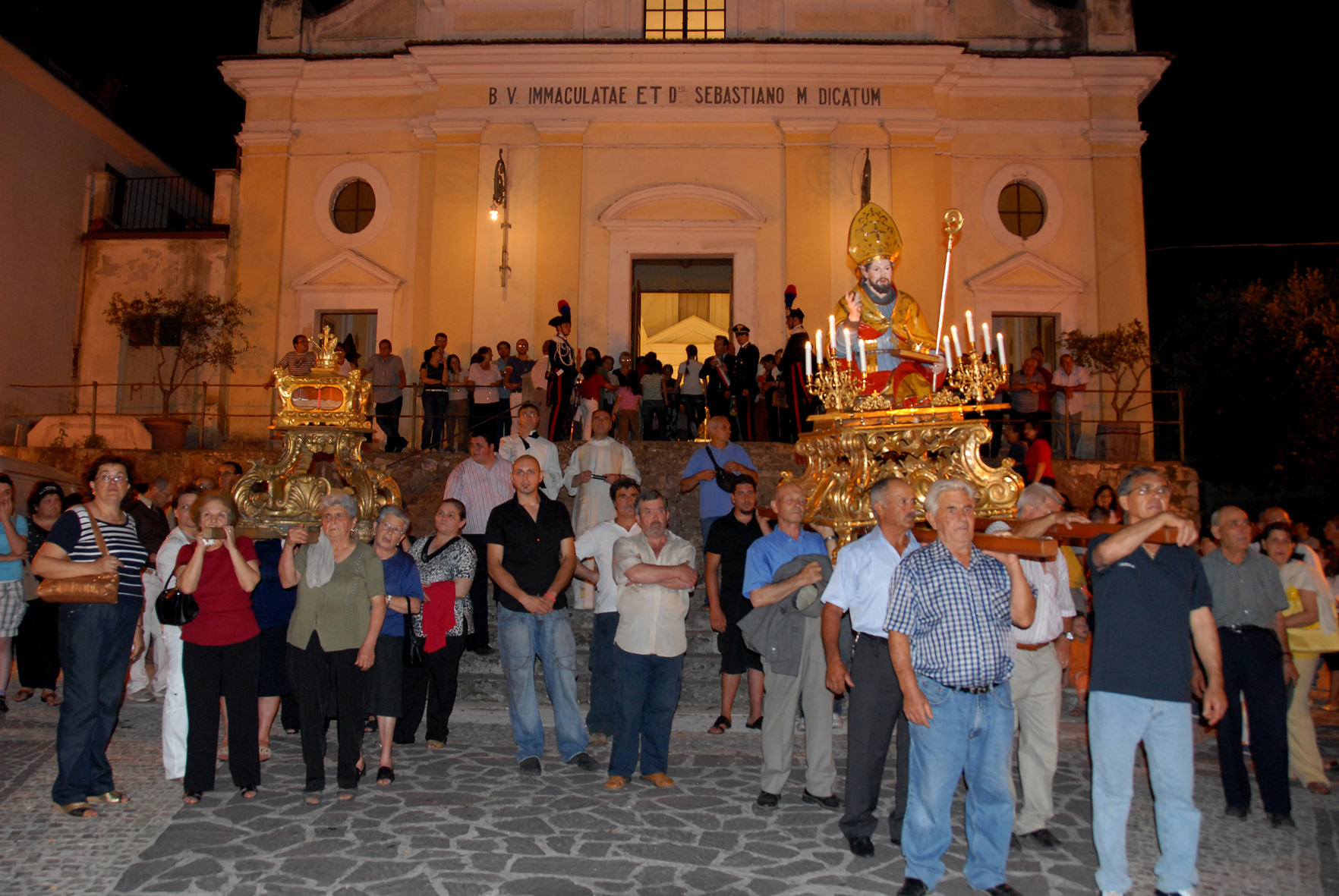
La Statua e l'urna con le reliquie del Santo davanti alla chiesa Arcipretale di San Sebastiano
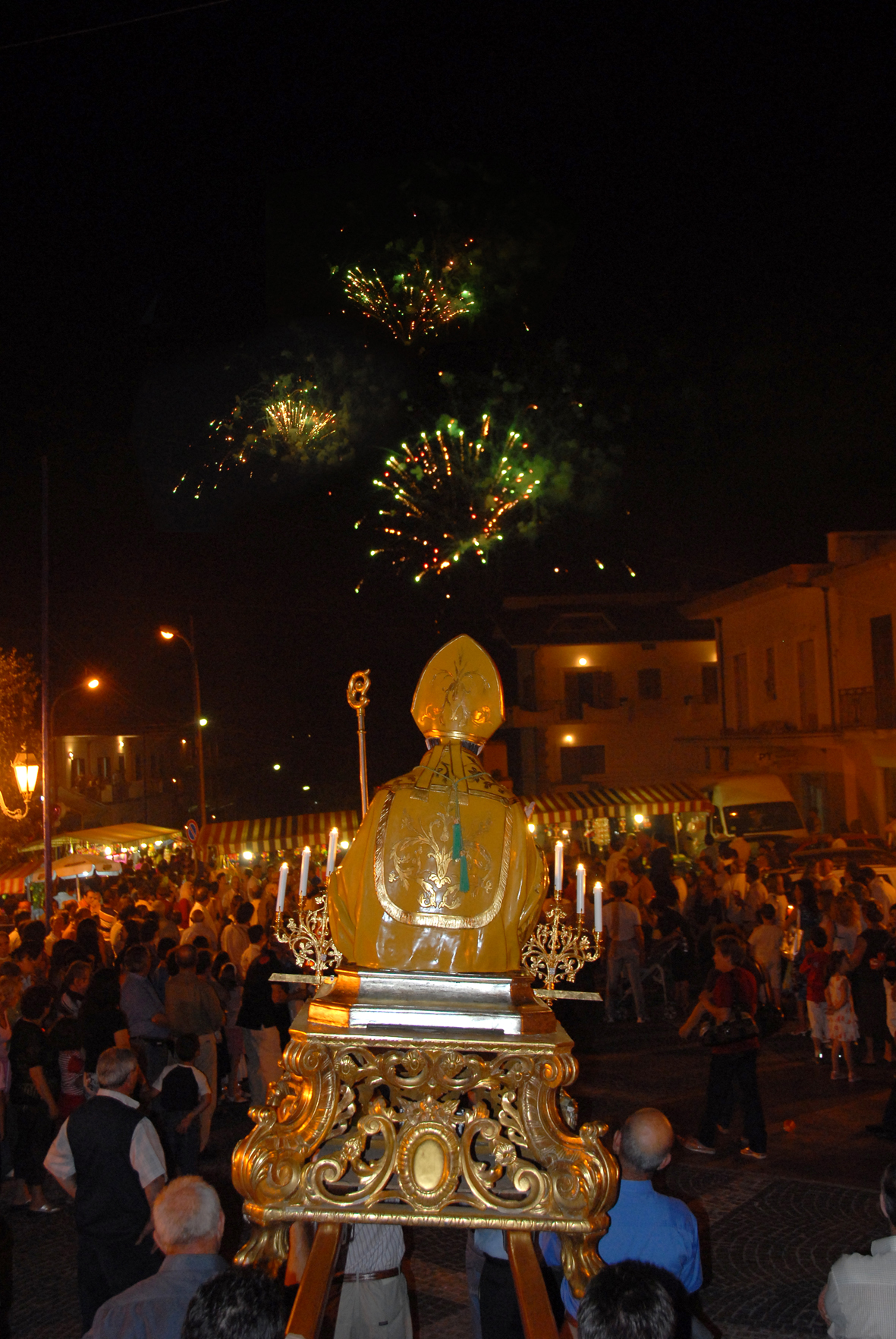
Il culmine della festa
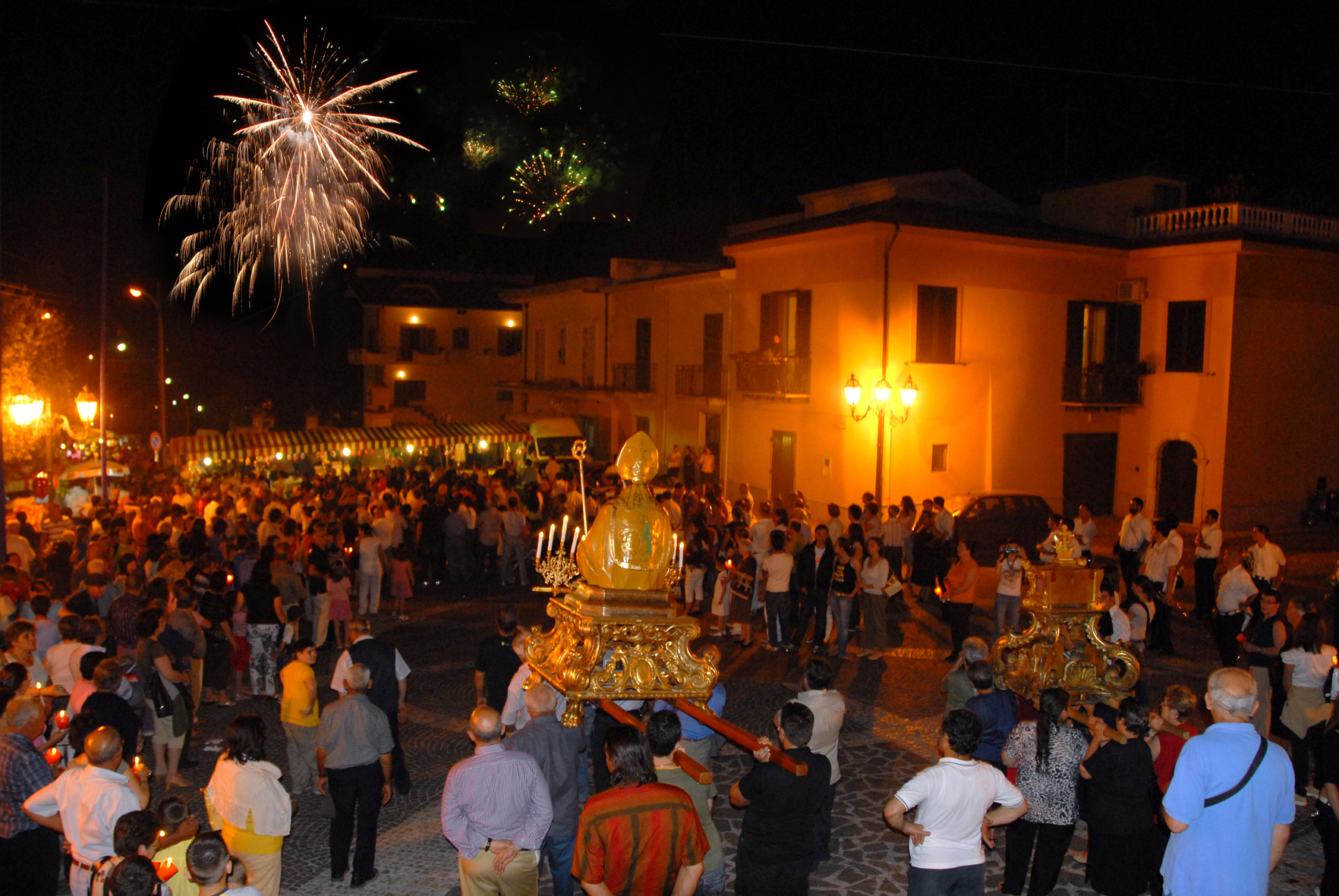
Il Santo davanti alla chiesa con l'esibizione dei fuochi pirotecnici
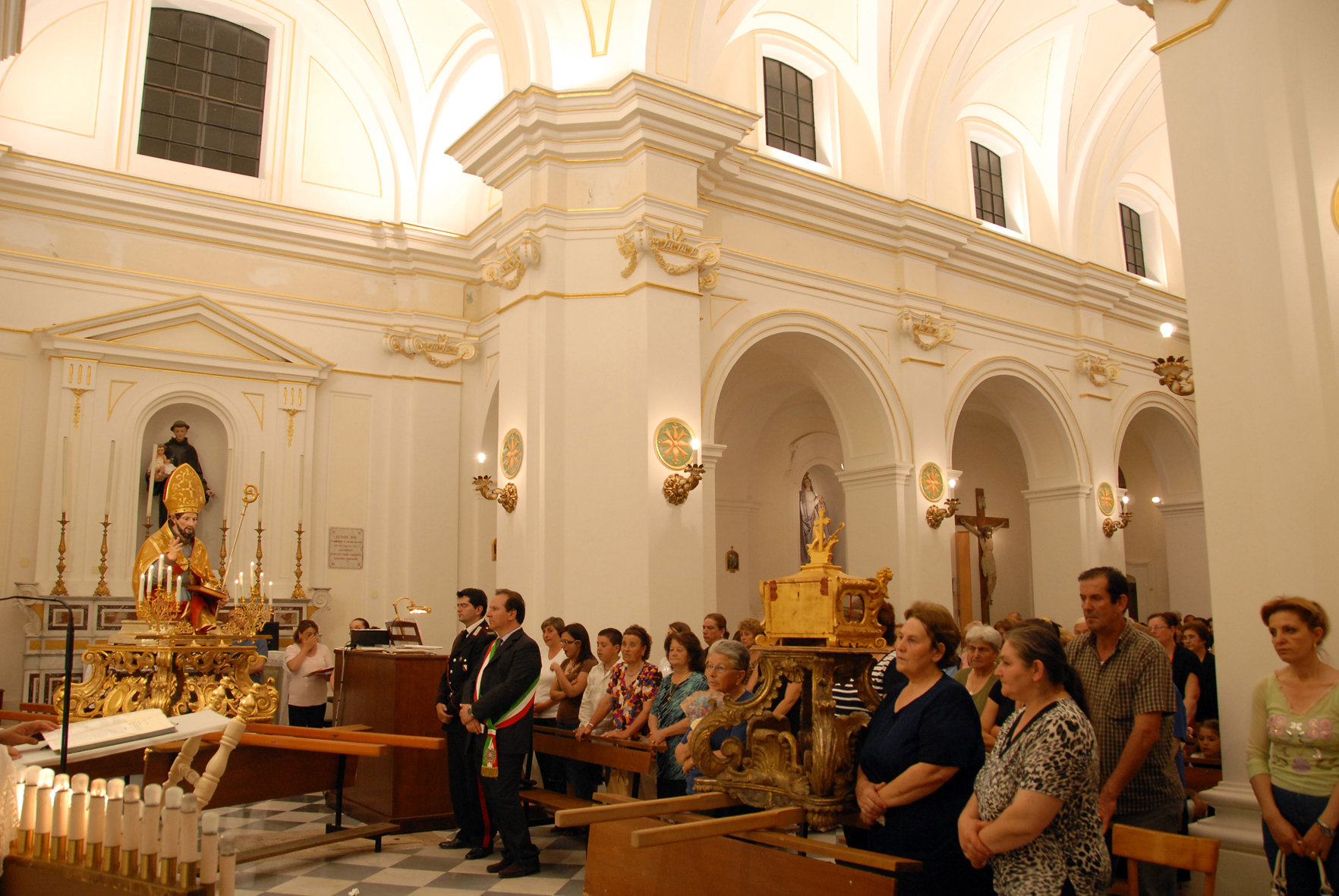
Celebrazione della S.Messa
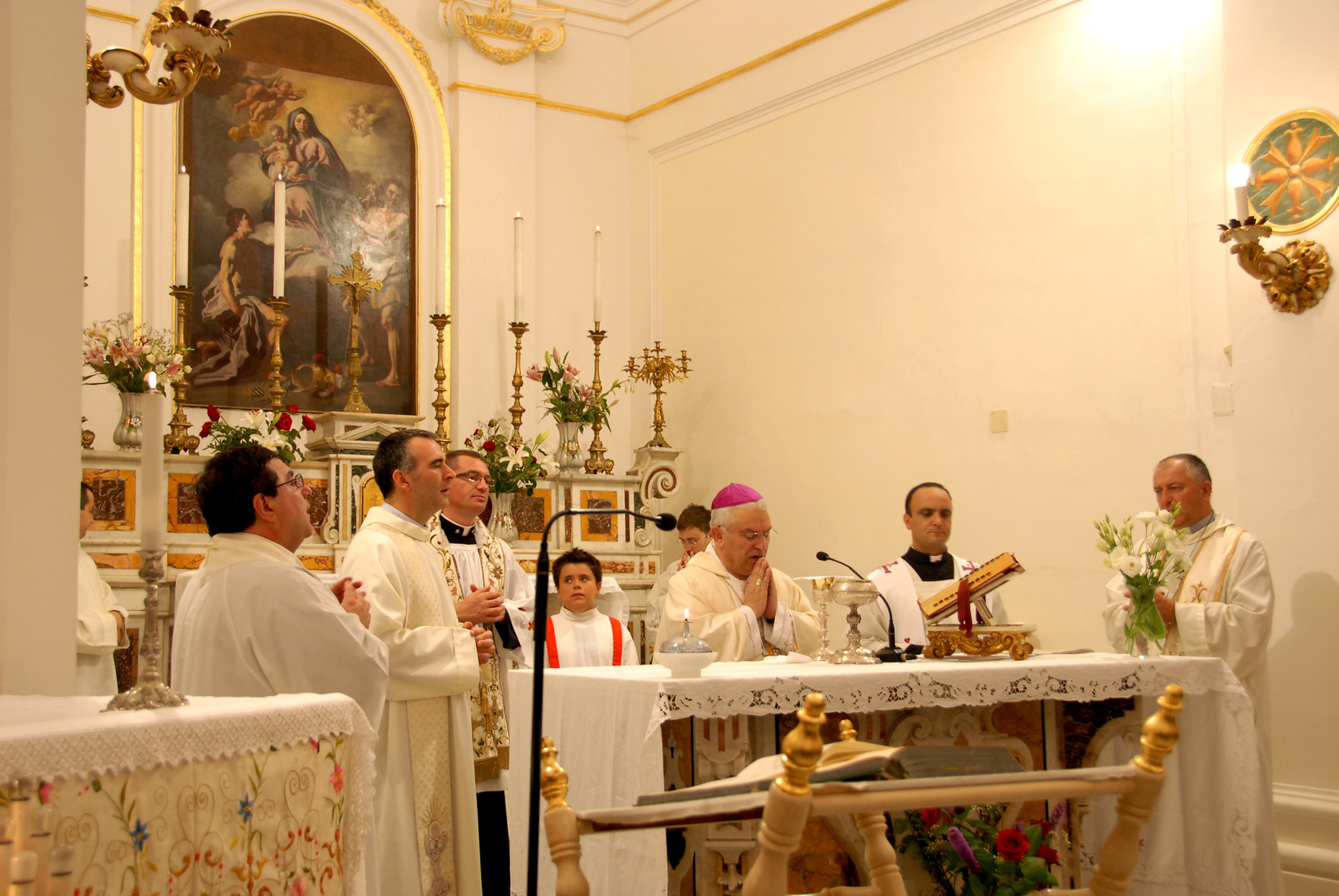
Celebrazione della S.Messa officiata da S.E. Pietro Farina vescovo della Diocesi di Alife-Caiazzo

### Festa Patronale a Dragoni
Processione di San Ferdinando D'Aragona per le vie di Dragoni.

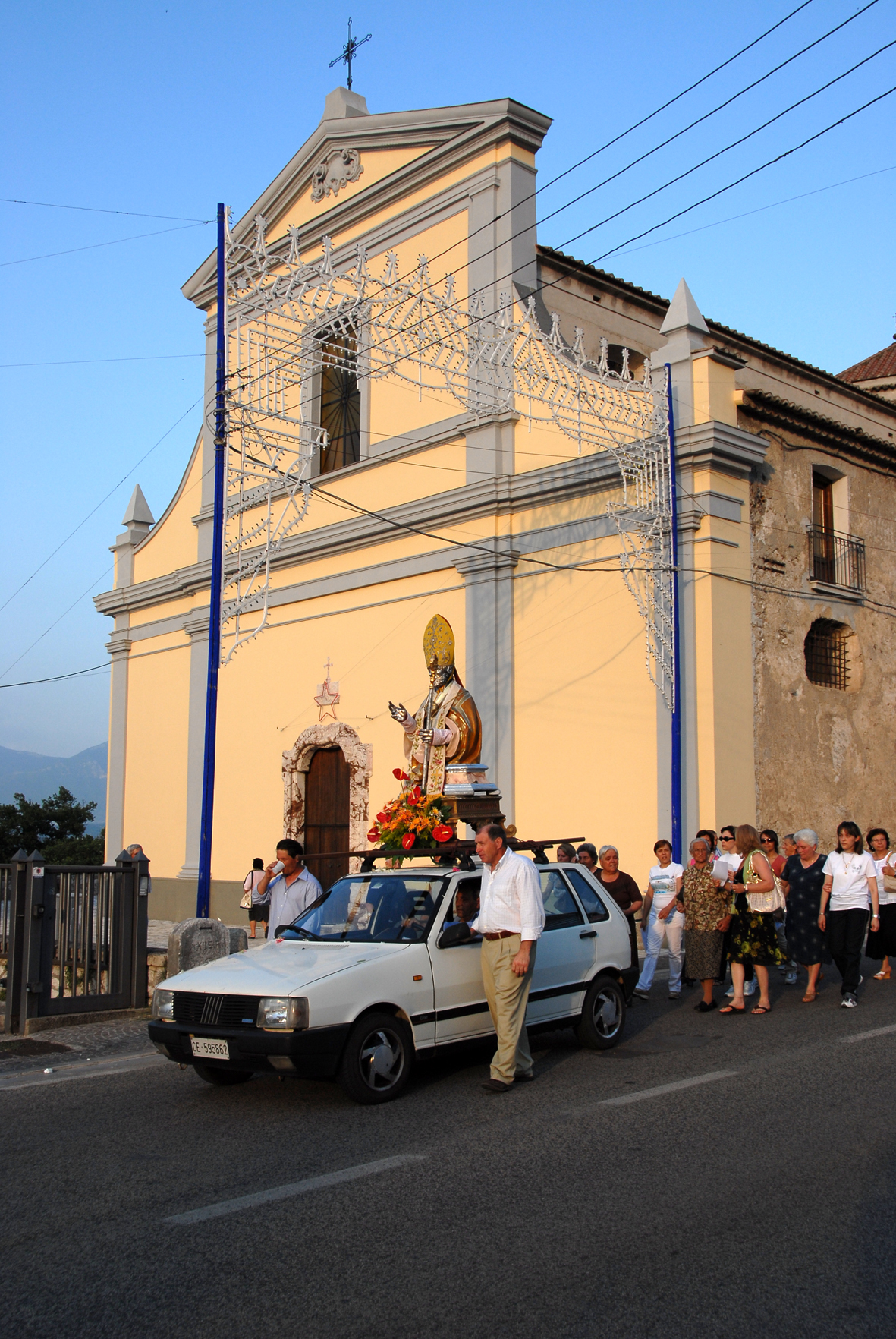
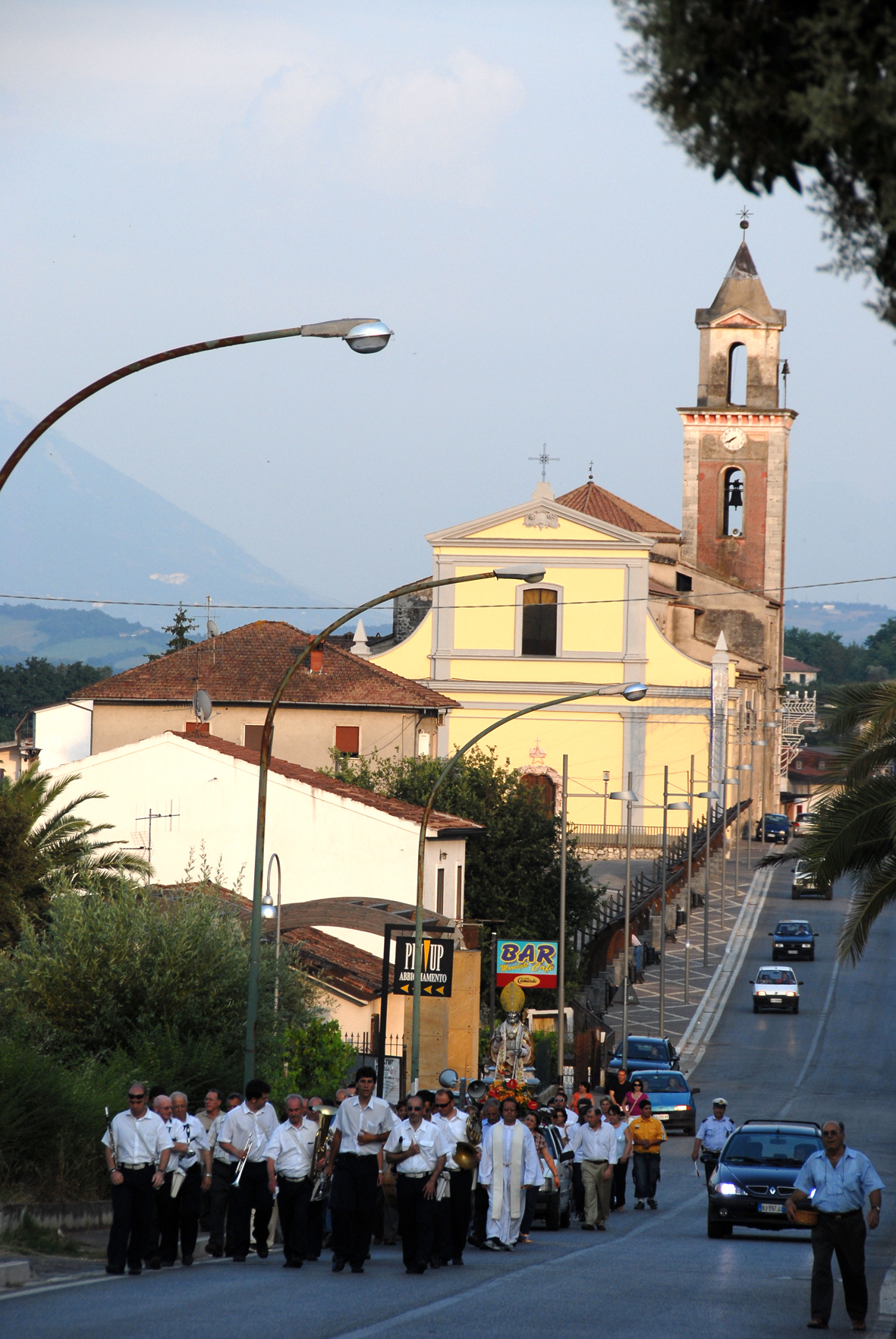
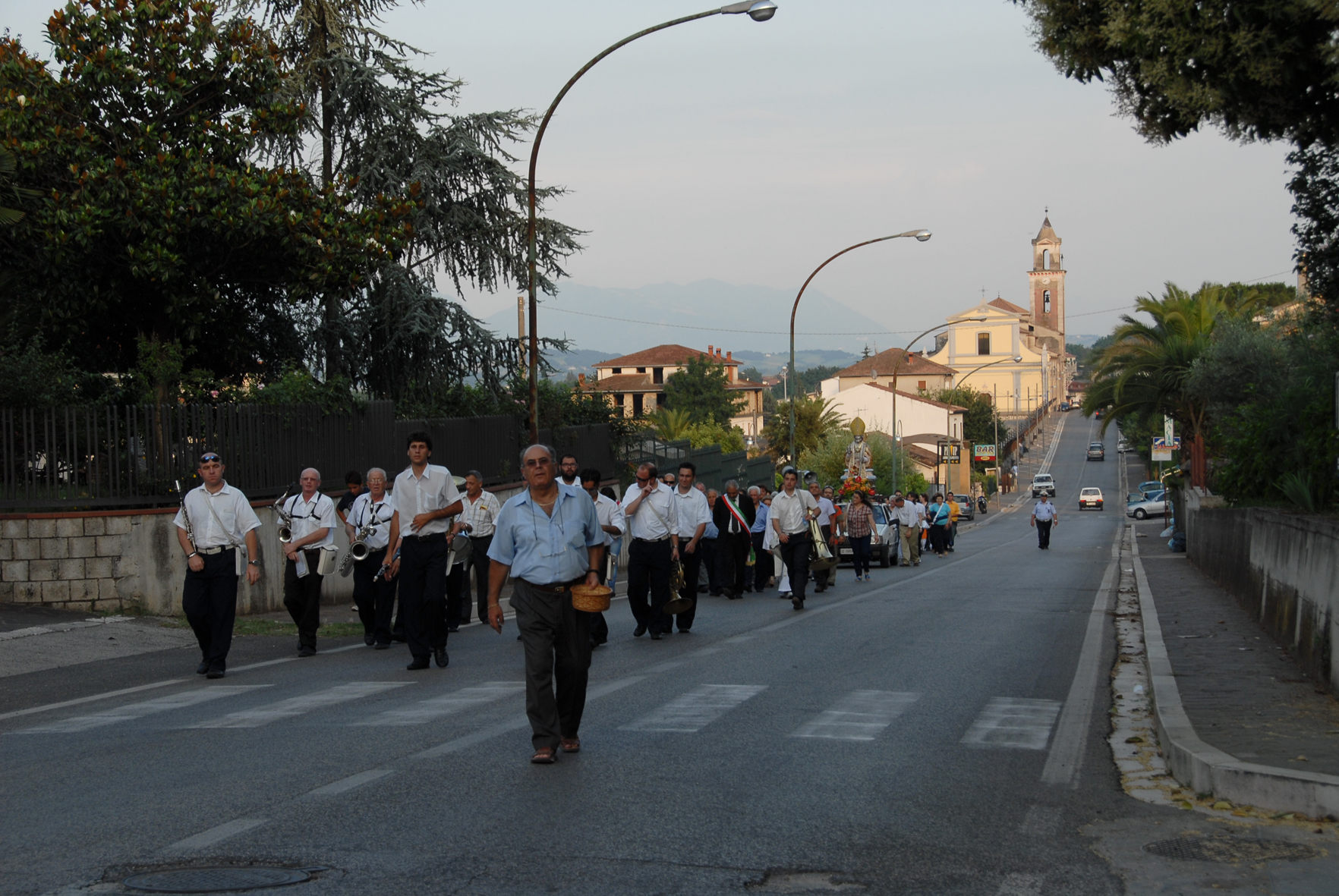
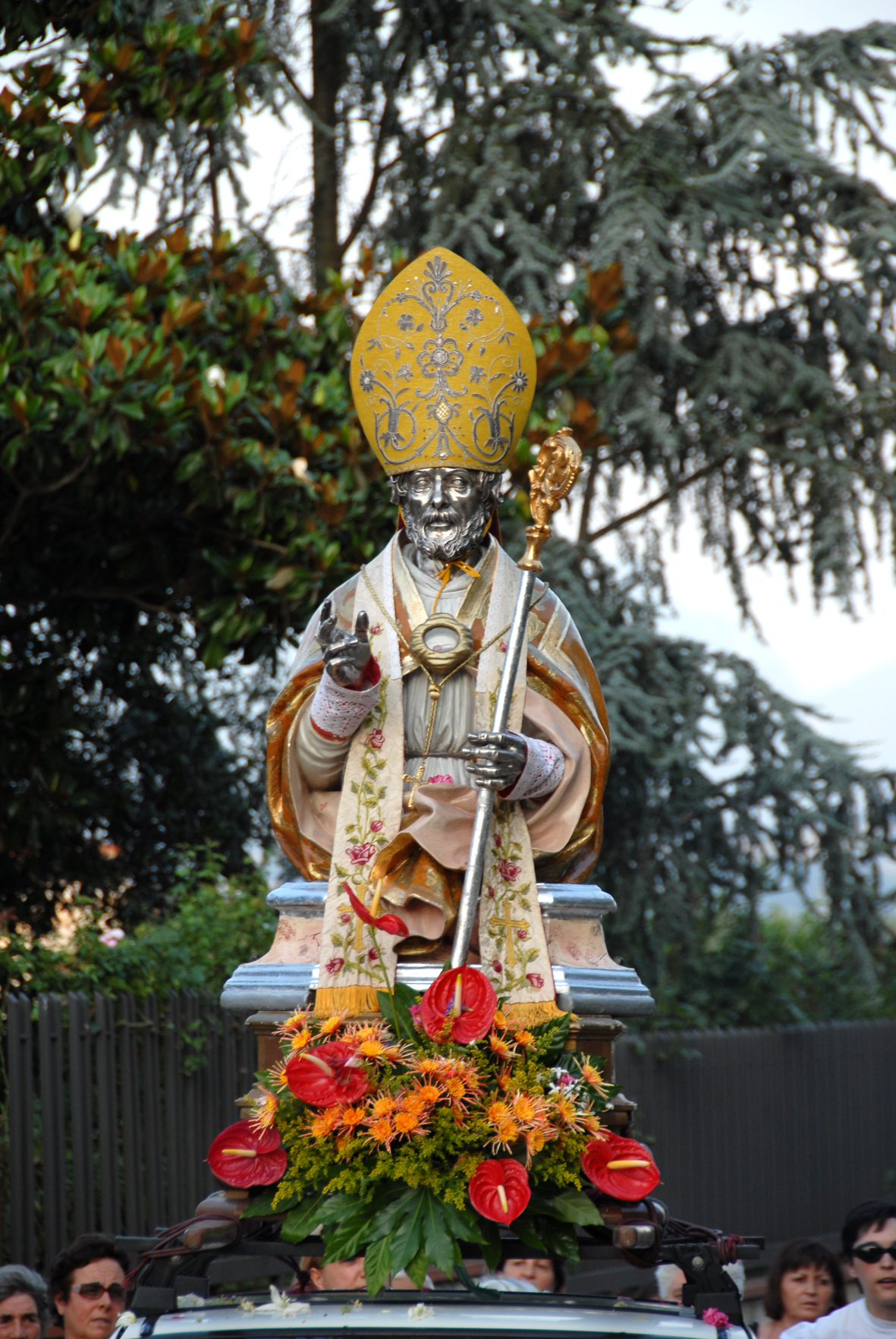
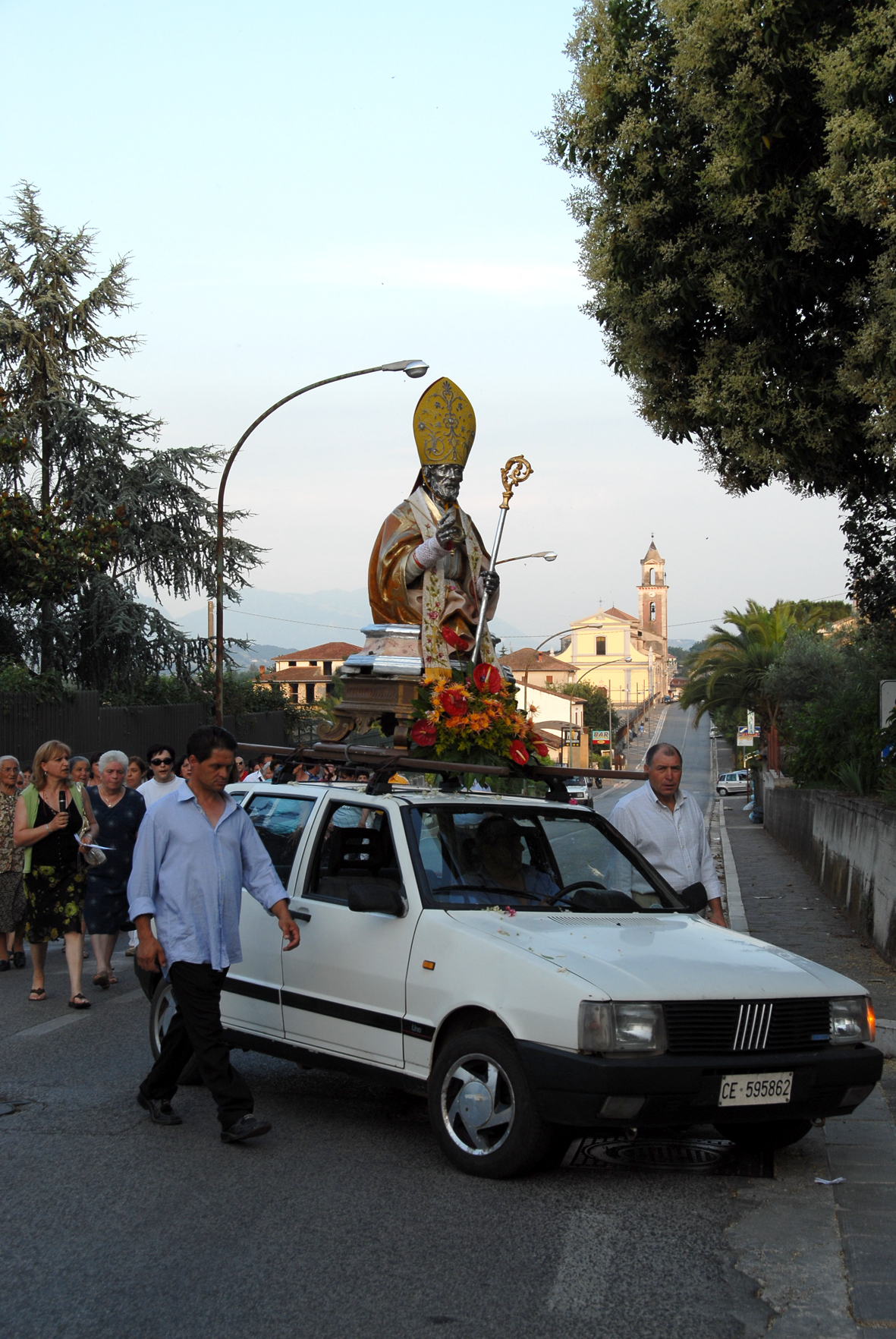

## Festa Patronale ad Alvignano
Processione di San Ferdinando D'Aragona con le reliquie per le vie di Alvignano

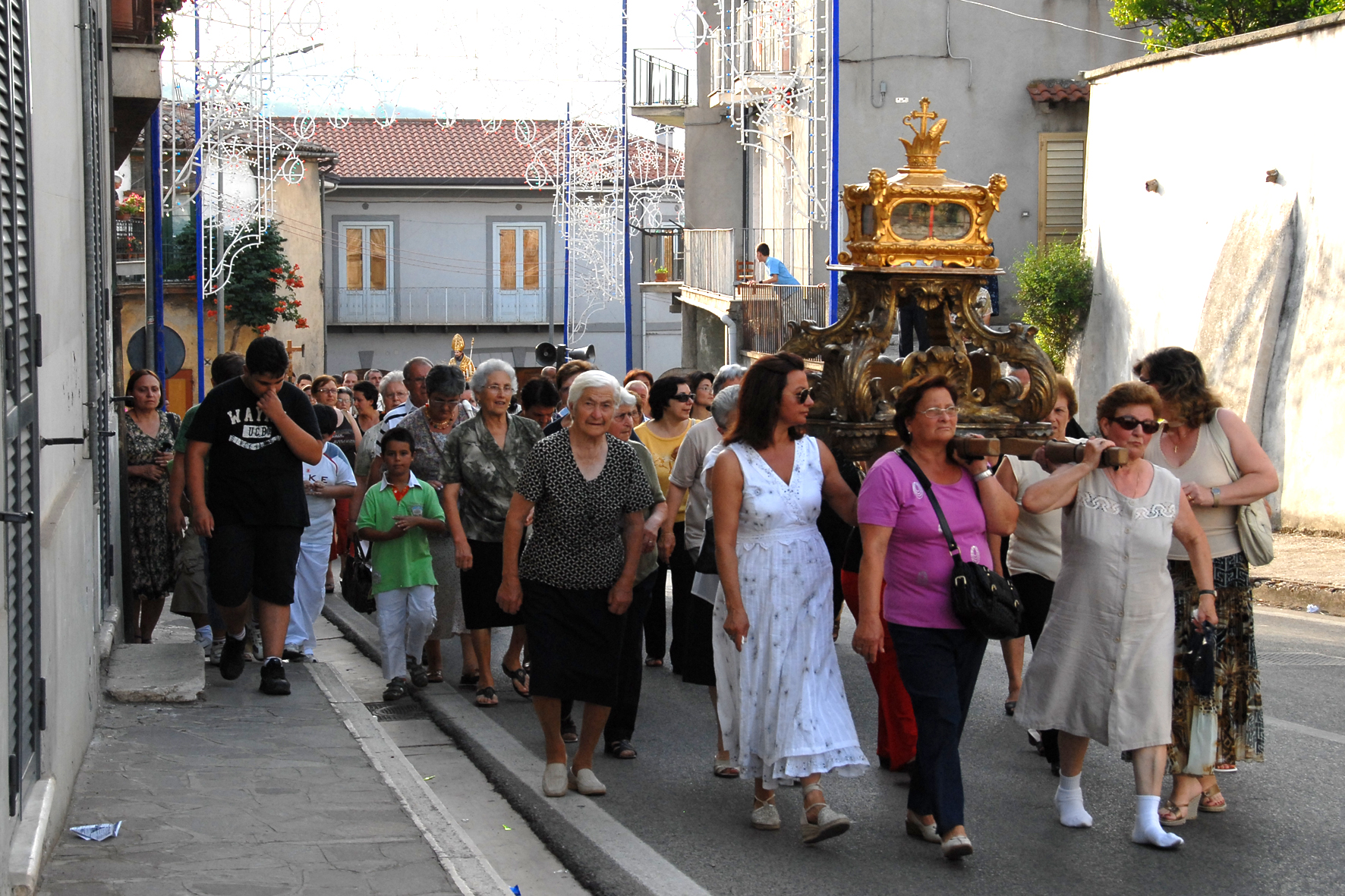
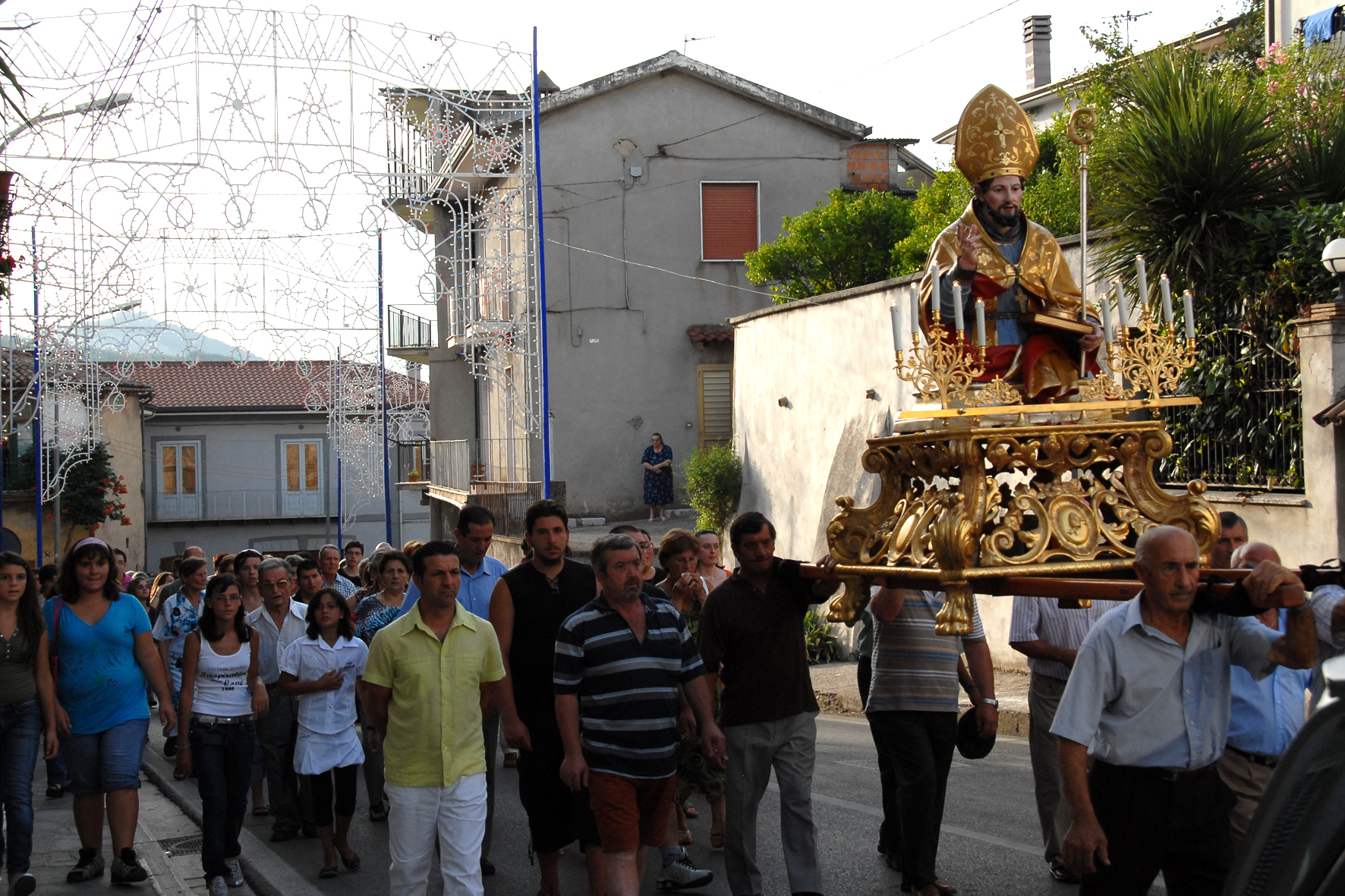
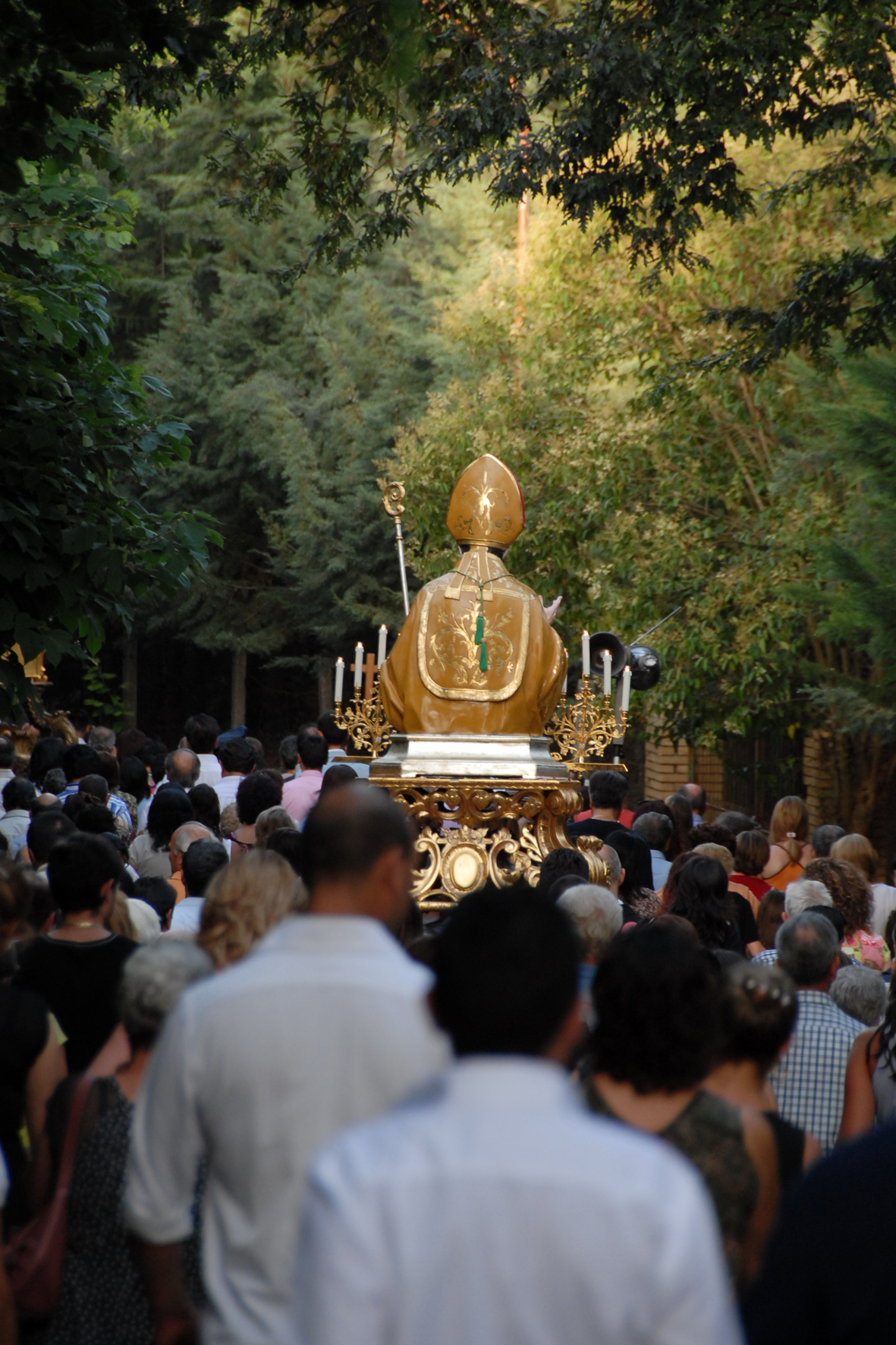
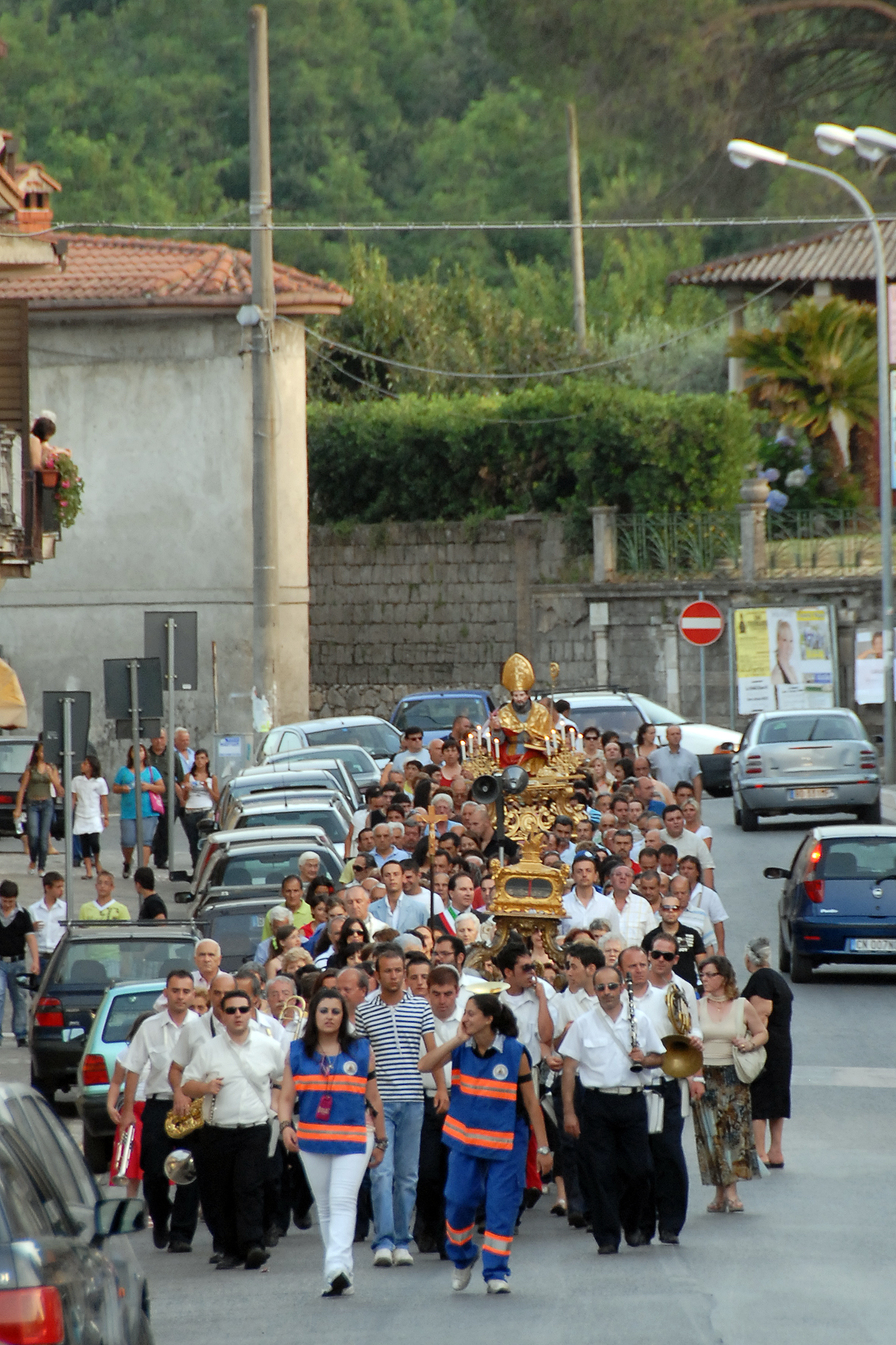
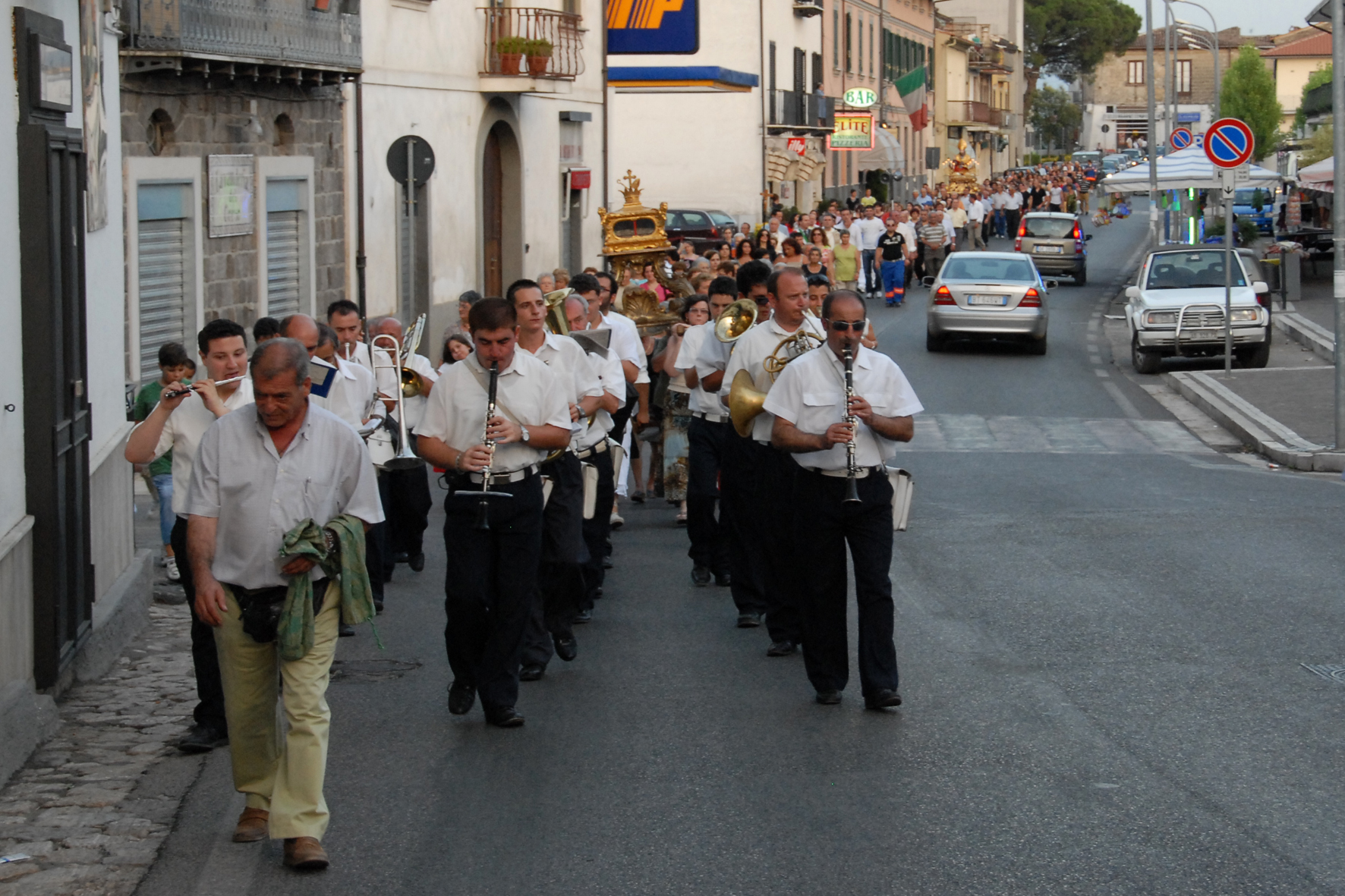
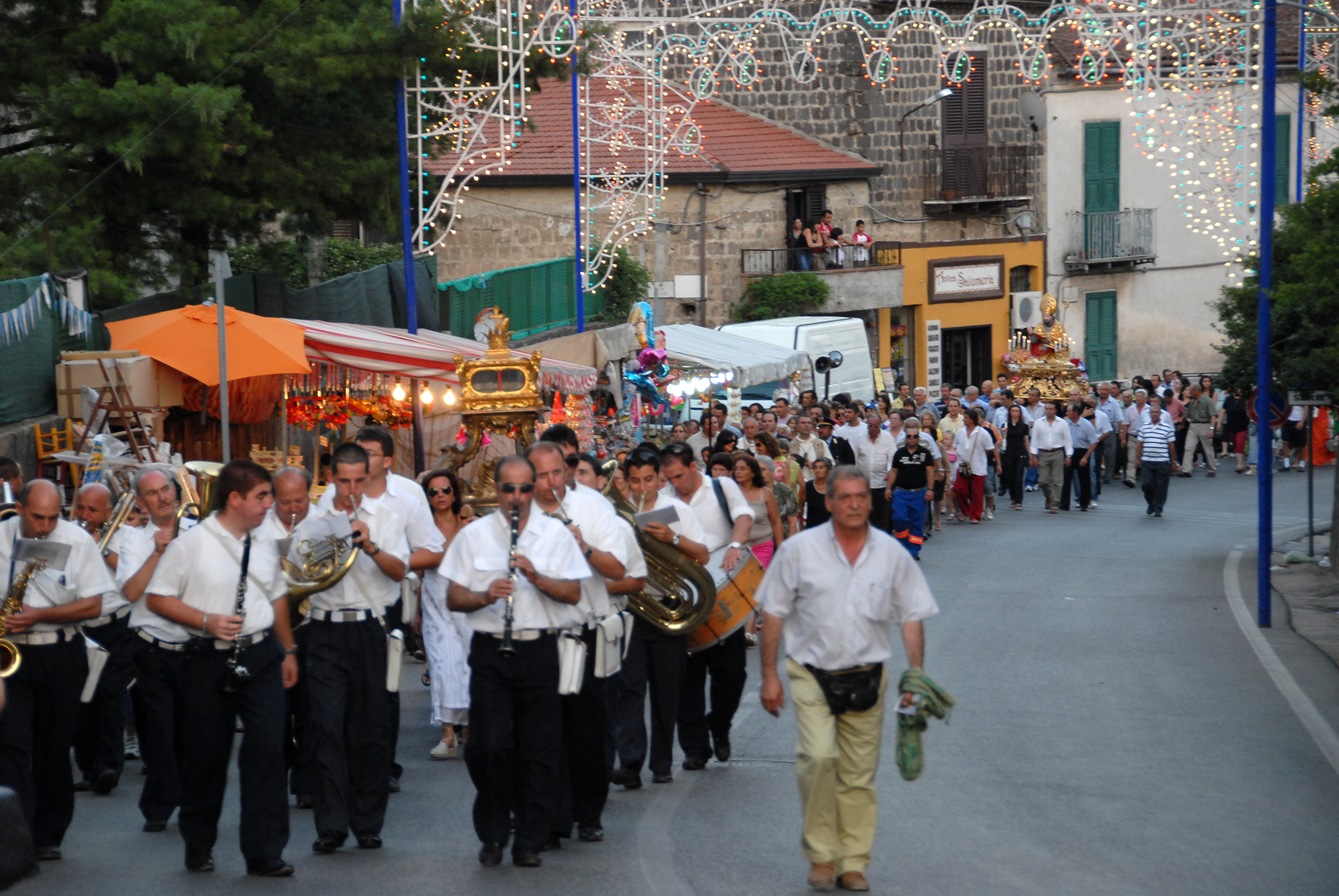
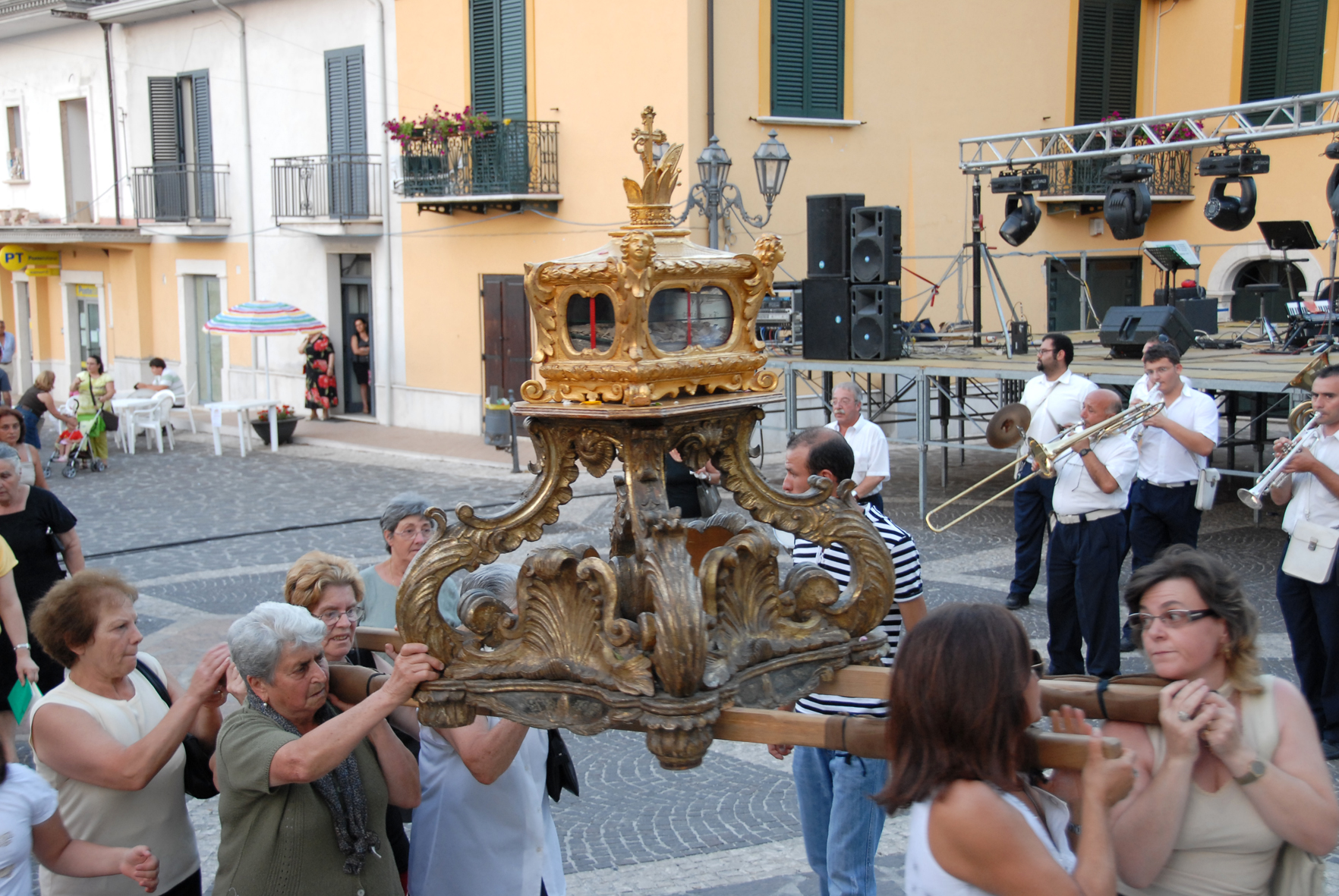
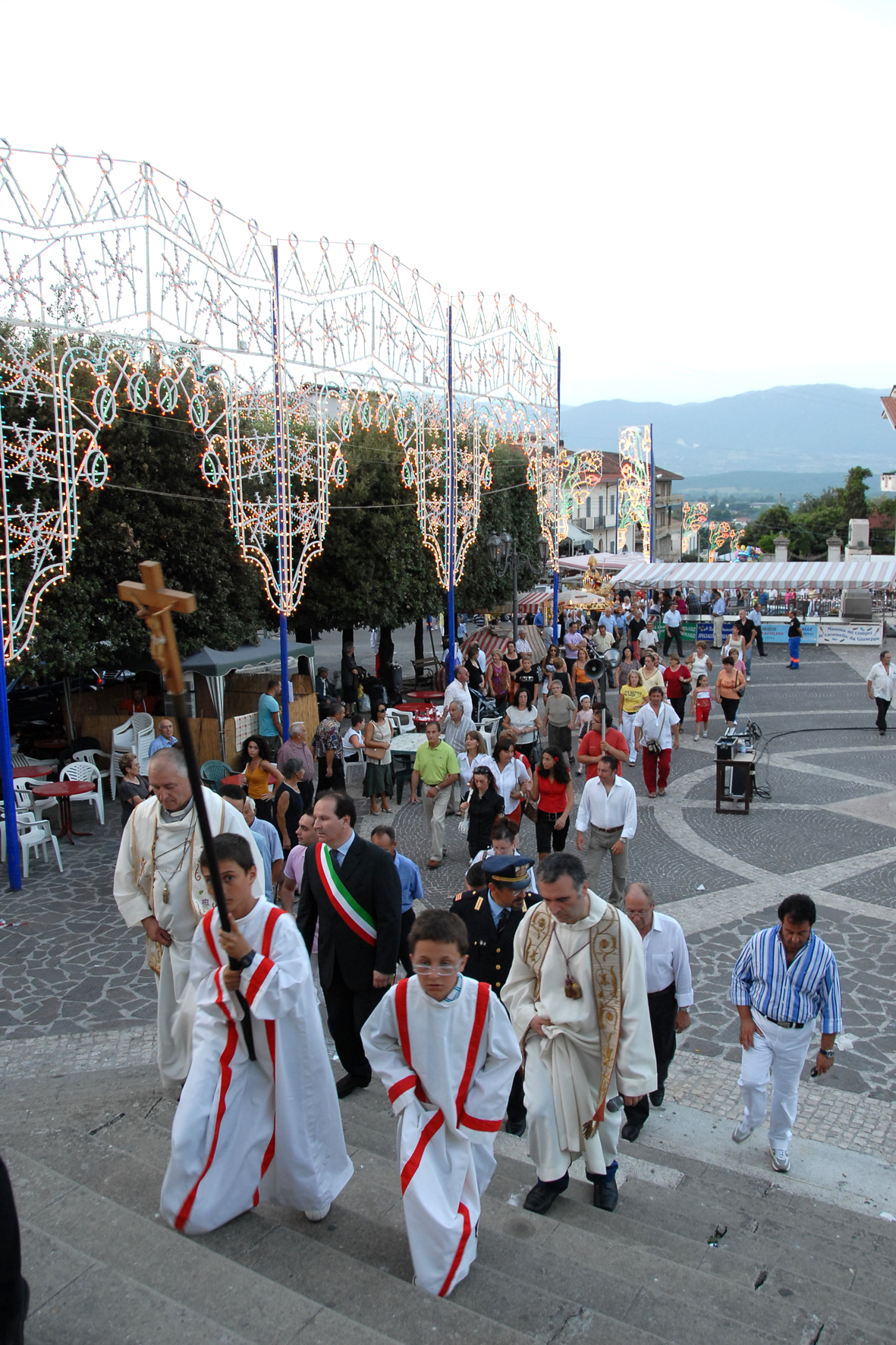
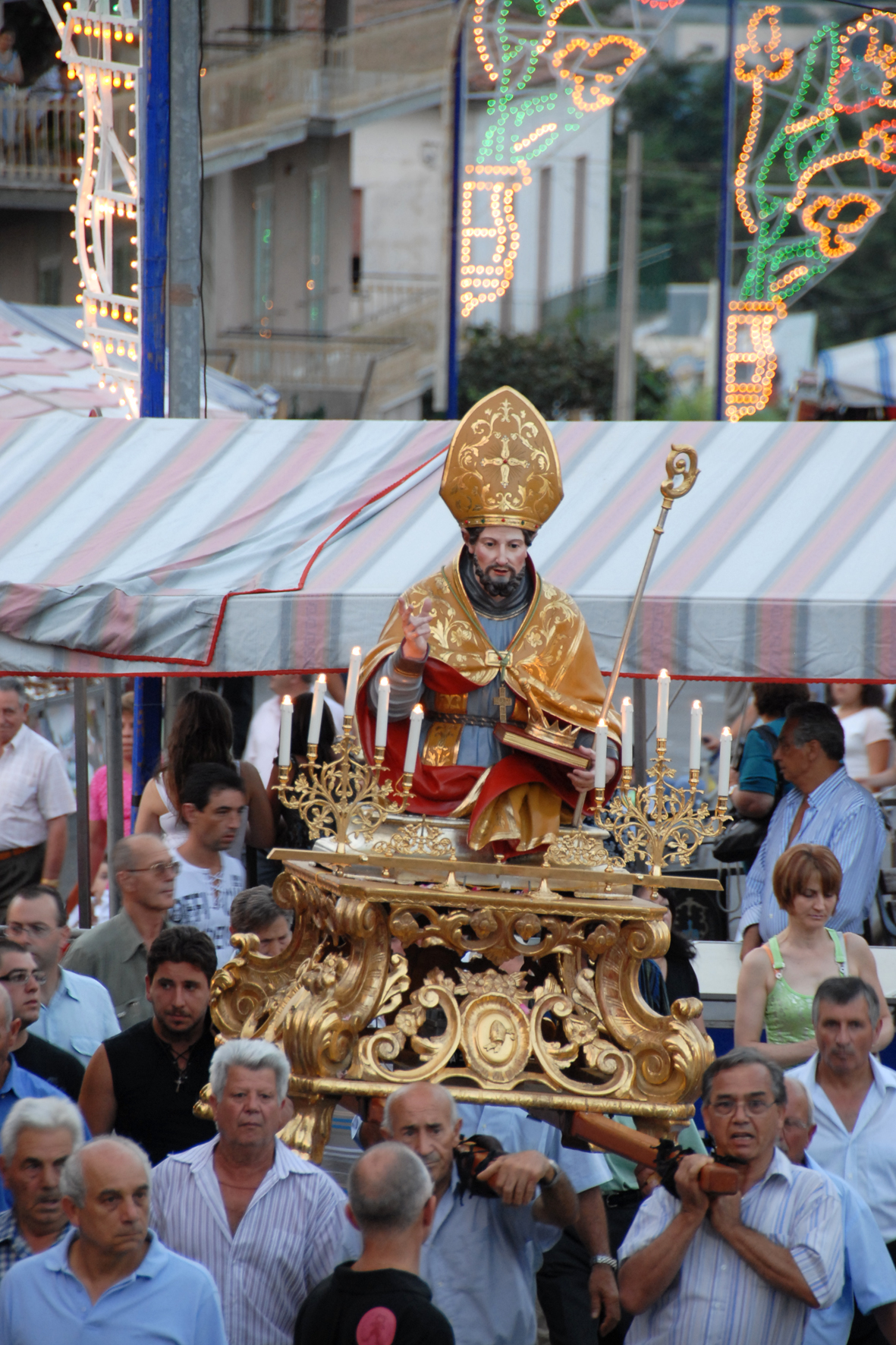
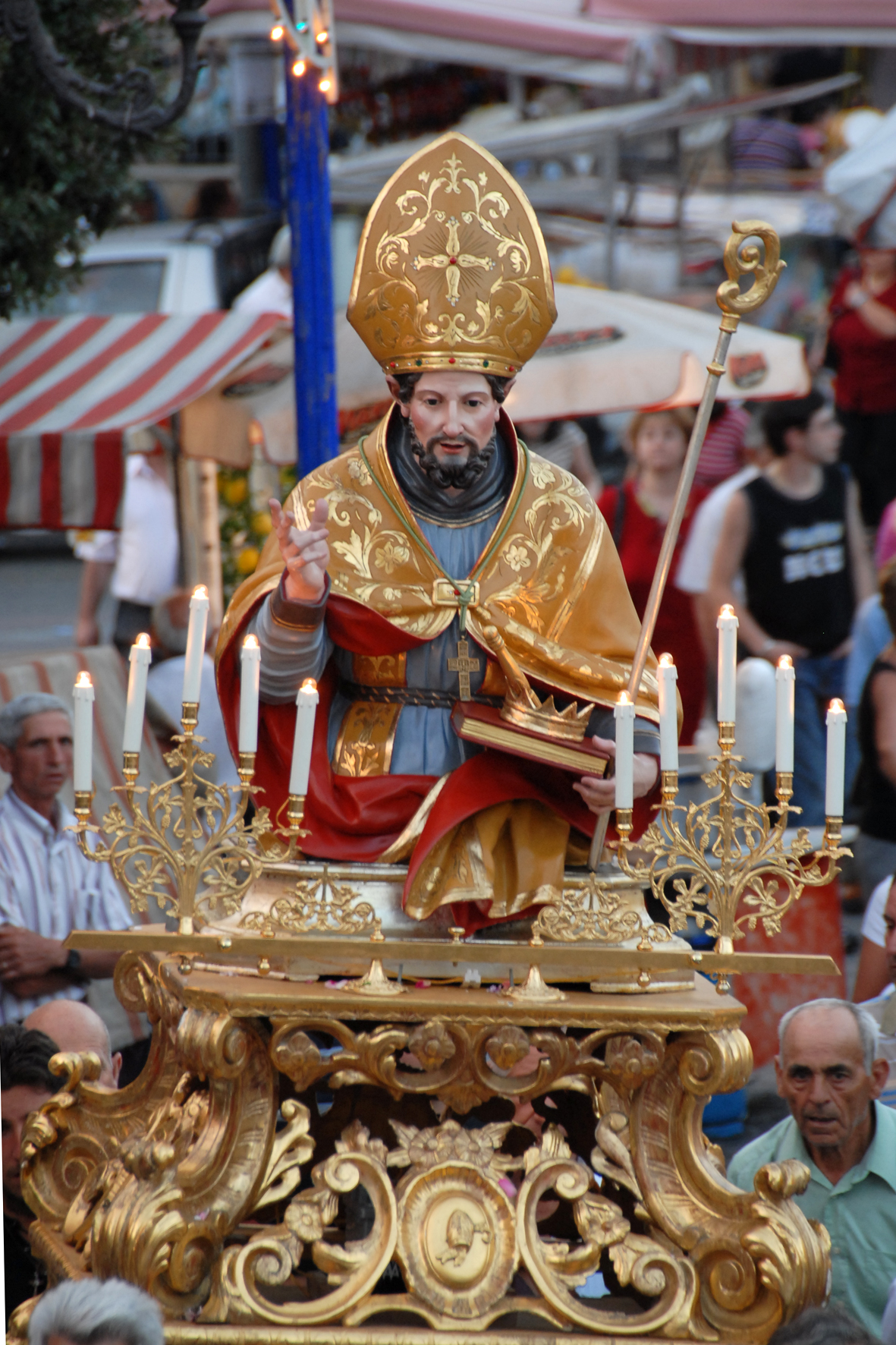
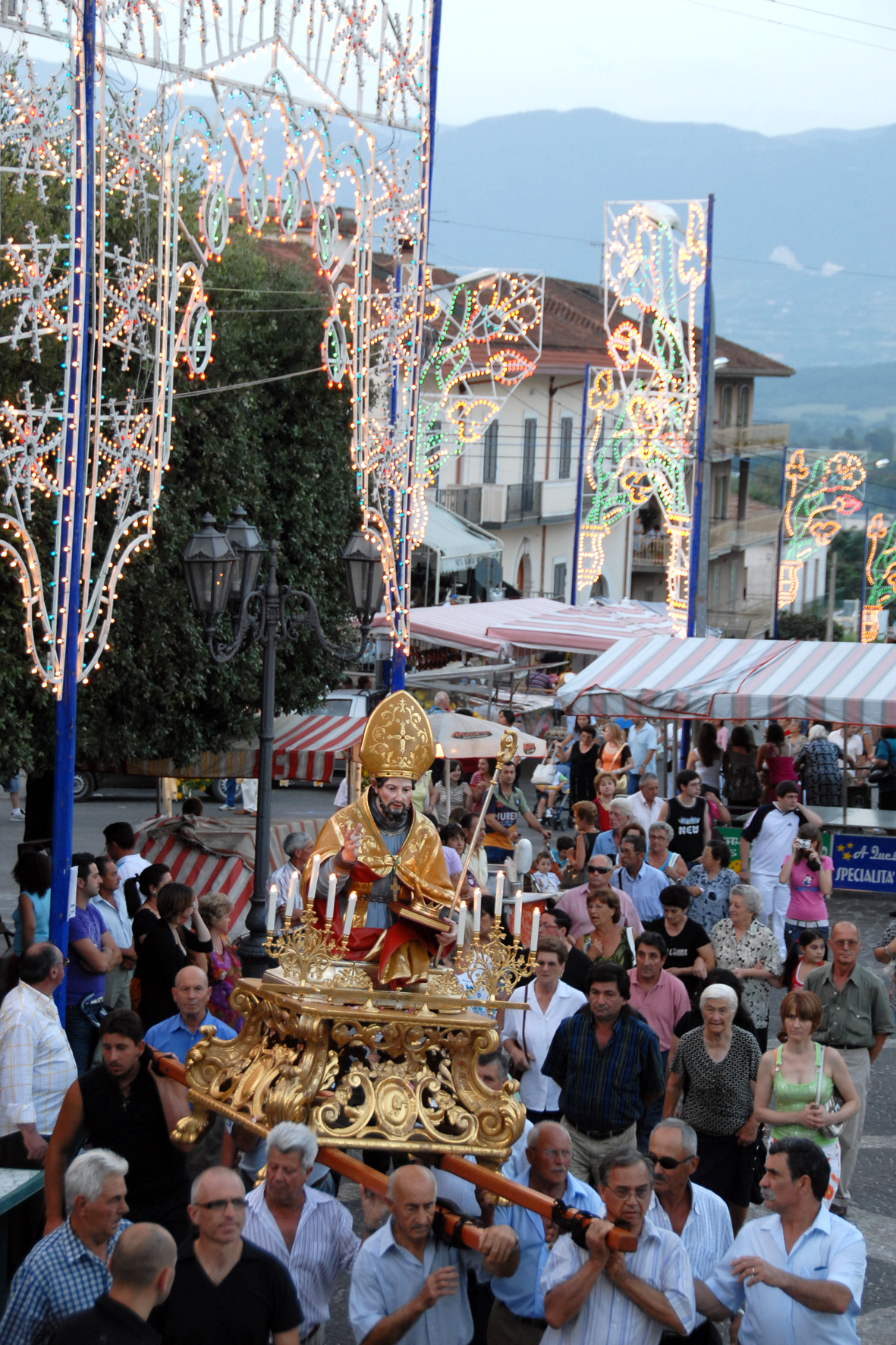
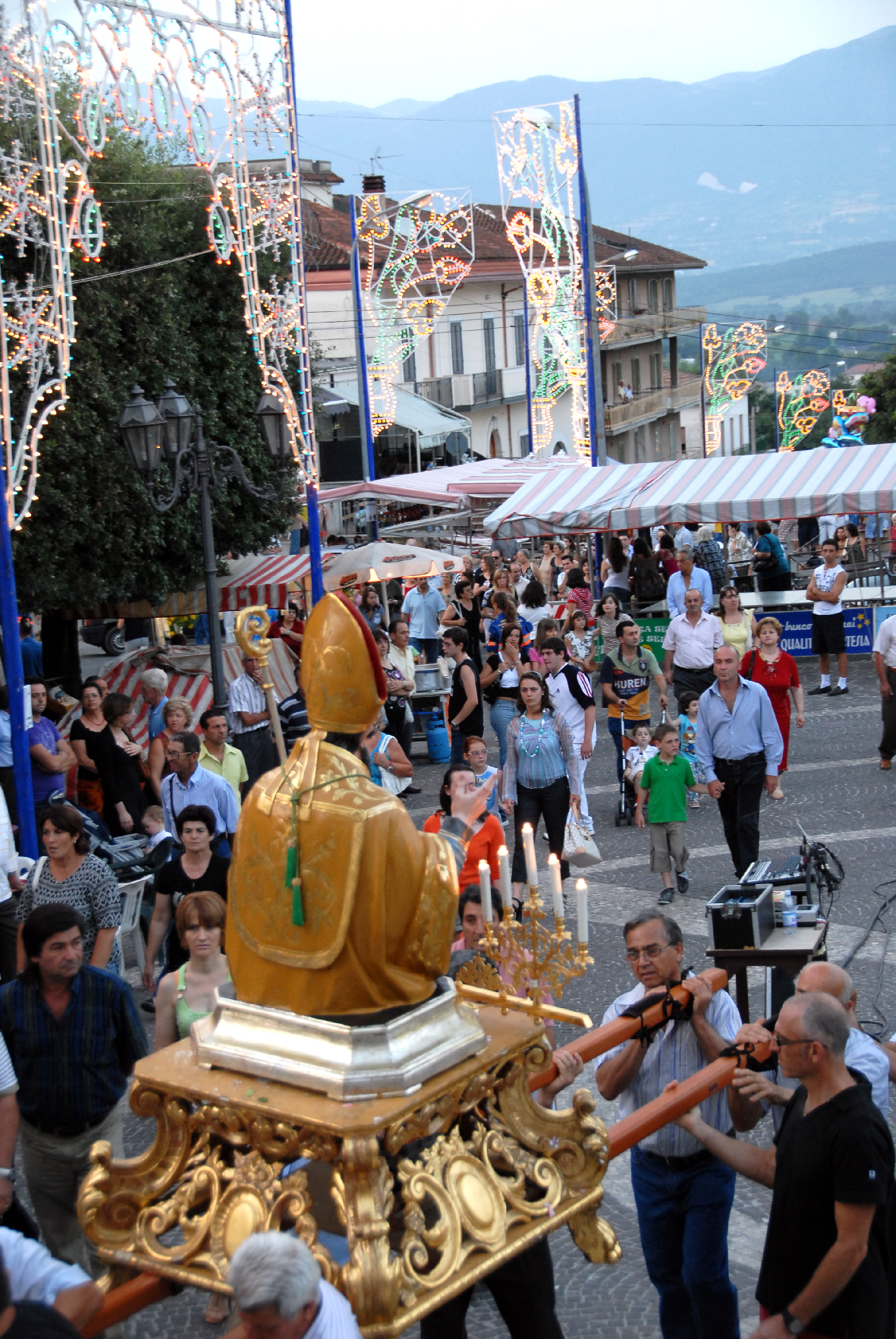